# Самоспасатель

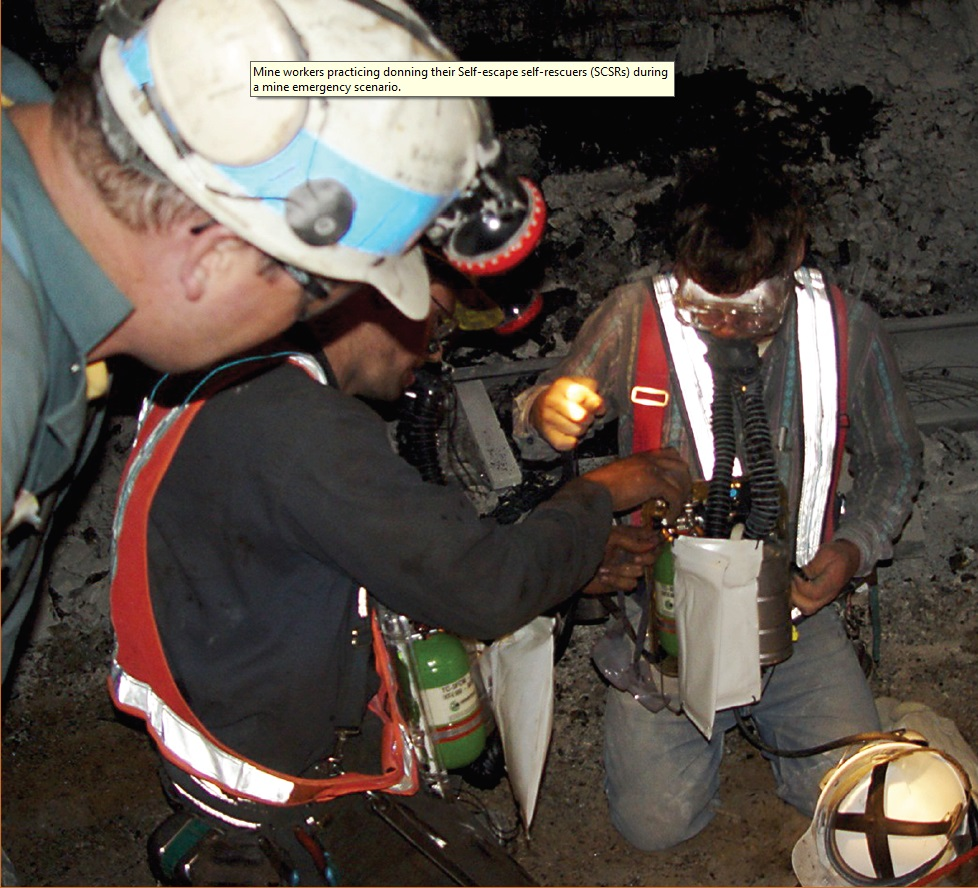
Надевание самоспасателя шахтёром

Самоспаса́тель — средство индивидуальной защиты органов дыхания (СИЗОД) и иногда зрения человека. Предназначен для обеспечения выхода людей из опасной и потенциально опасной атмосферы (с недостатком кислорода и/или загрязнённой вредными веществами) в случае аварии, пожара, других чрезвычайных ситуациях. Отличительной особенностью самоспасателя от других СИЗОД является то, что он часто изготавливается как многоразовое изделие и может размещаться в специальной упаковке, обеспечивающей сохранность при постоянной носке работником или хранении рядом с рабочим местом (под рукой).
Также для эвакуации могут использоваться и любые другие СИЗОД, способные обеспечить требуемый уровень защиты от ожидаемых вредных и опасных факторов, если это позволяют условия работы и характер потенциальной чрезвычайной ситуации.

## Виды самоспасателей
Самоспасатели, как и все средства индивидуальной защиты органов дыхания, подразделяются на фильтрующие и изолирующие.

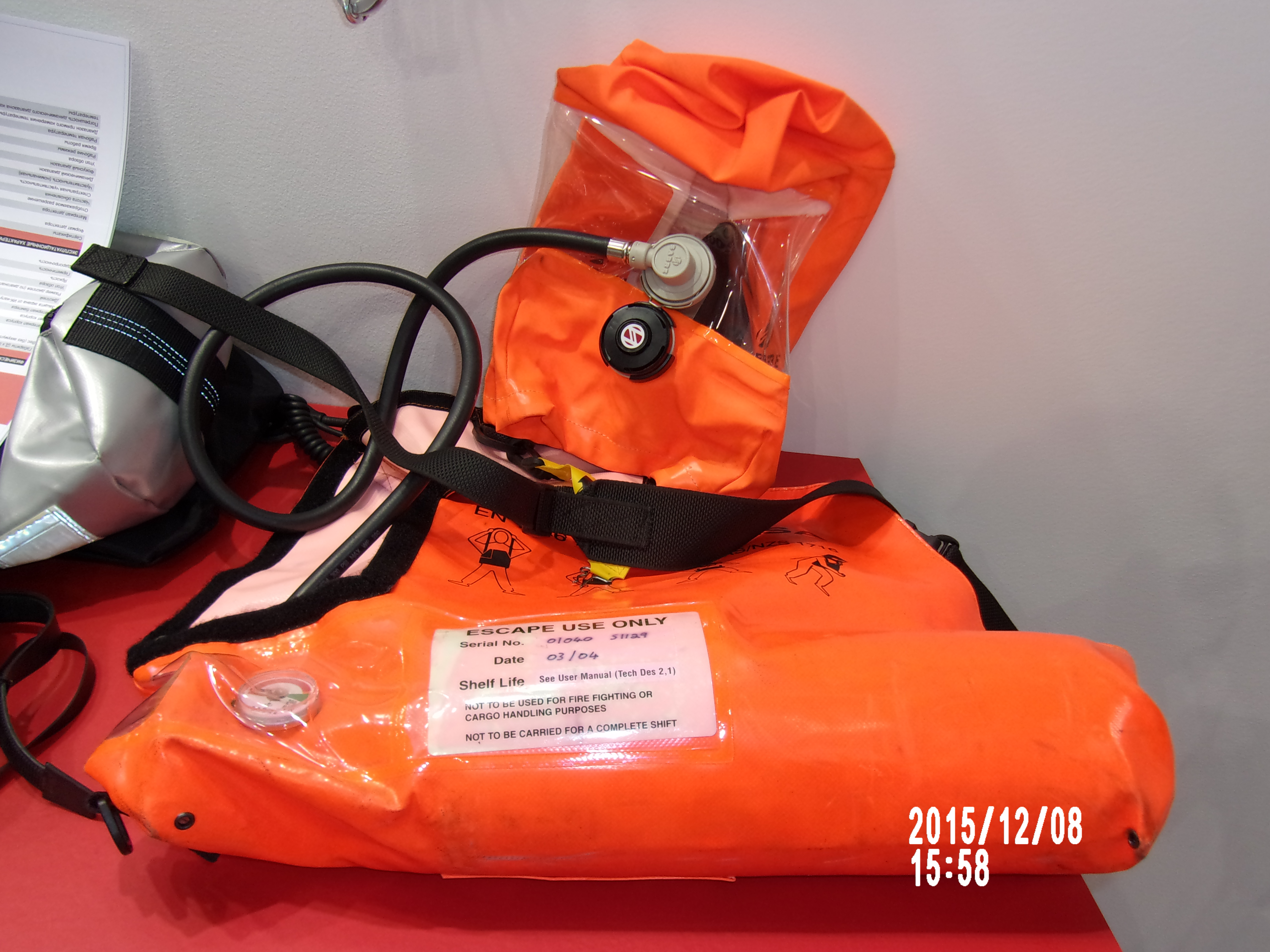
Изолирующий самоспасатель Scott

Изолирующие самоспасатели являются упрощёнными и облегчёнными автономными дыхательными аппаратами, в которых запас воздуха (или кислорода) хранится в виде газа в баллонах в сжатом состоянии или используется химический источник кислорода (специальное вещество поглощает выдыхаемый диоксид углерода и влагу, и в результате химической реакции происходит обогащение воздуха кислородом).
Изолирующие самоспасатели применяют в следующих случаях:
- в воздухе содержится недостаточно кислорода (или когда такая ситуация возможна);
- очистка воздуха от вредных веществ фильтрами невозможна;
- срок службы фильтров слишком мал.

Например, испытания стандартных фильтров при воздействии метилизоцианата при концентрациях, меньших, чем во время Бхопальской катастрофы, показали, что фильтрующие самоспасатели в такой ситуации будут малоэффективны.
Изолирующие самоспасатели могут иметь следующие варианты конструкции:
1. с открытым контуром (выдыхаемый воздух выпускается в атмосферу),
2. с закрытым контуром (выдыхаемый воздух очищается от углекислого газа, обогащается кислородом и вдыхается повторно)[8].

Самоспасатели с закрытым контуром могут использовать как источник кислорода запас газа в сжатом виде в баллонах или разные химические вещества (Na2O2, NaO2, K2O2, KO2, NaClO3). Повторное использование выдохнутого воздуха в СИЗОД с закрытым контуром позволяет получить большее время защитного действия при равной массе или меньшую массу. Однако выделение кислорода и поглощение углекислого газа в ходе экзотермической реакции нагревает воздух, что создаёт дискомфорт, приводит к перегреву организма, особенно в нагревающем микроклимате, мешает использованию самоспасателя.
У фильтрующих самоспасателей вдыхаемый воздух очищается в фильтре, а выдыхаемый воздух удаляется в окружающую среду через клапан(ы) выдоха.

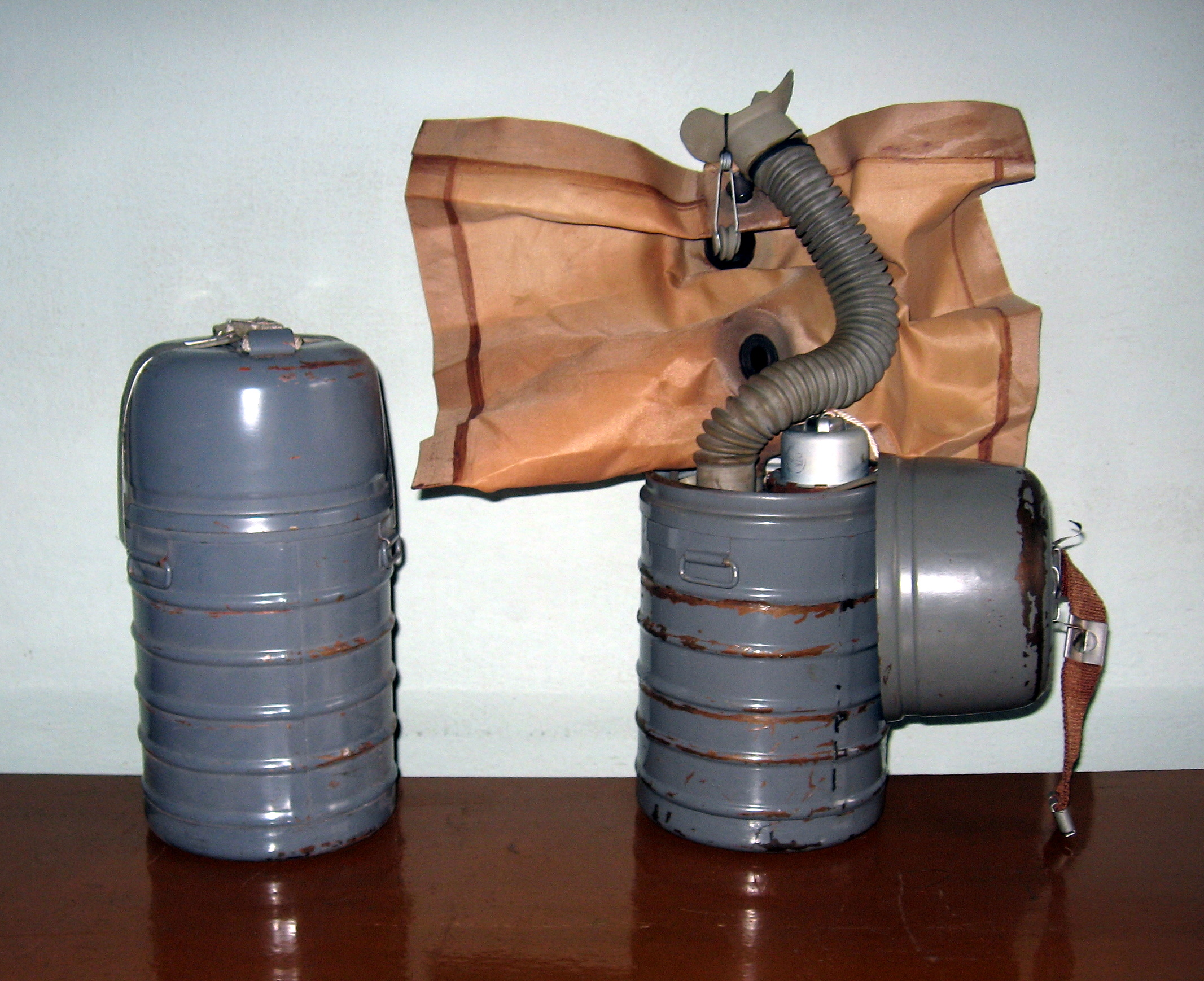
Шахтный самоспасатель ШСС-1У

Шахтёрские самоспасатели — изолирующие СИЗОД, предназначенные для использования при подземных горных работах. Они могут применяются шахтёрами в условиях возможного недостатка кислорода — во время пожаров, взрывов метана и/или угольной пыли и нарушении подачи воздуха в шахту. До 1980-х, даже во взрыво- и пожароопасных угольных шахтах, широко использовали лёгкие фильтрующие самоспасатели (они защищали от монооксида углерода за счёт его каталитического окисления до углекислого газа; а особенности горных работ в прошлом позволяли ограничиться такой защитой).

## Выбор самоспасателя
При выборе адекватного самоспасателя для эвакуации главной задачей является правильная оценка возможных условий, в которых он будет применяться. В целом, рекомендации специалистов сводятся к следующему:
1. Если будет или возможен недостаток кислорода, то нужно выбирать исключительно изолирующие самоспасатели.
2. Если недостаток кислорода не ожидается и есть подходящие фильтры, способные очищать воздух от возможных загрязнений, то можно использовать как изолирующие, так и фильтрующие самоспасатели.
3. При выборе СИЗОД (как фильтрующих, так и изолирующих) для эвакуации их срок службы должен быть не меньше ожидаемого времени эвакуации в безопасное место.

Эти научно-обоснованные указания специалистов NIOSH рекомендованы для использования в РФ российскими специалистами. Однако в РФ, в отличие от всех развитых и многих развивающихся стран, нет установленных законом требований к работодателю, полноценно определяющих порядок выбора и применения СИЗОД, в том числе и самоспасателей — и рекомендации специалистов (пока) не обязательны для выполнения. В то же время, выбор именно сертифицированных самоспасателей — сам по себе; и с использованием рекомендаций поставщиков (порой рекламного характера) — может привести к ошибкам и не обеспечить защиту людей.
При выборе самоспасателя для защиты от вредных химических веществ могут использоваться рекомендации справочника NIOSH по наиболее распространённым вредным веществам, используемым в промышленности.
В качестве самоспасателя также могут использоваться любые обычные СИЗОД, предназначенные для неоднократного использования, — при их соответствии критериям выбора и условиям на рабочем месте. Если срок службы самоспасателя недостаточно велик, может предусматриваться размещение дополнительных самоспасателей в местах, через которые будет проходить эвакуация людей (для замены самоспасателей, или баллонов с газом, или регенеративных патронов) — в хорошо заметных, ярких контейнерах или футлярах.

## Самоспасатели для шахтёров (шахтные самоспасатели)

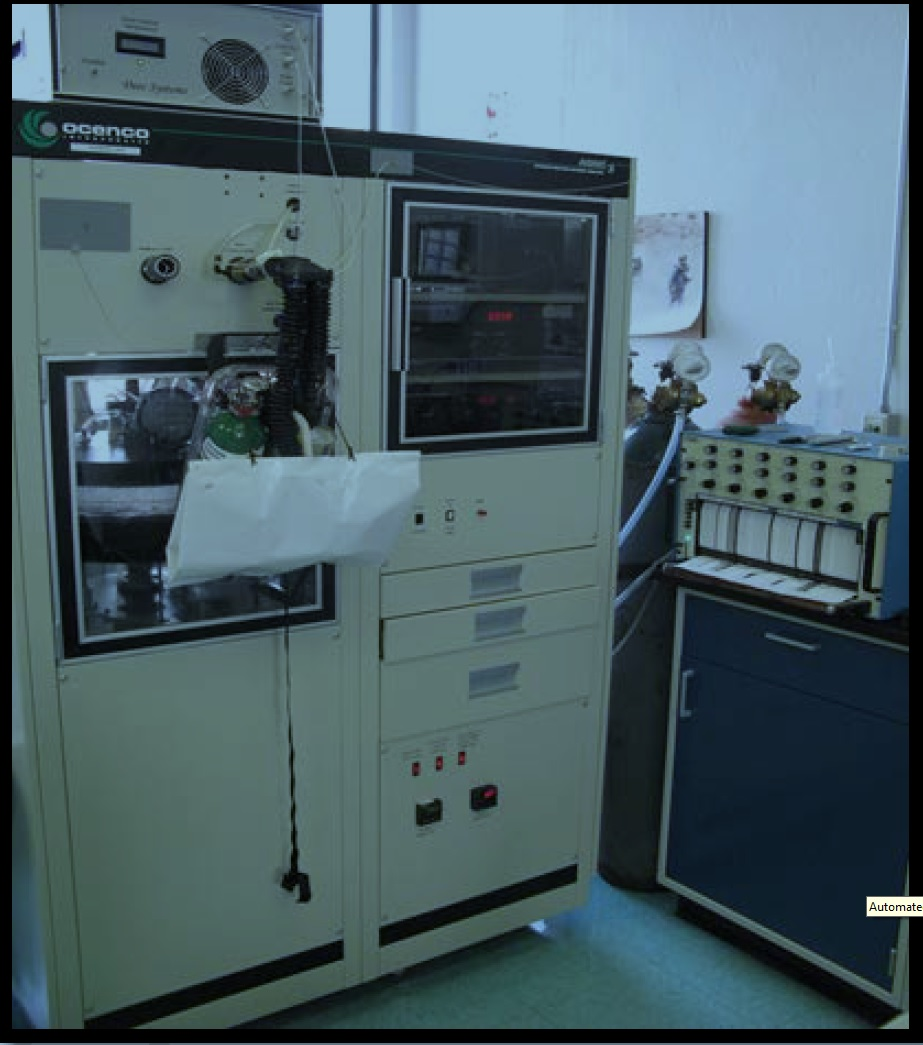
Фотография стенда, используемого для испытаний изолирующих самоспасателей с закрытым контуром.

При взрыве метана и/или пожаре в угольной шахте может возникнуть атмосфера с недостатком кислорода, загрязнённая угарным газом, пылью, дымом и др. Поэтому, в соответствии с рекомендациями по выбору самоспасателей (западными и российскими), шахтёры должны использовать изолирующие самоспасатели — с достаточно большим сроком службы (или иметь возможность заменять их на новые по мере движения). 
В 1980-х Горное Бюро (США) провело сравнительные испытания 16 изолирующих самоспасателей из разных стран, результаты в таблице. Из них 6 были сертифицированы Национальным институтом охраны труда, 6 были иностранные, и 4 - опытные модели. Тестирование проводили из-за того, что с июня 1981 г. от работодателей, ведущих подземную добычу угля, закон (30 Code of Federal Regulation 75.1714) стал требовать обеспечение каждого шахтёра именно изолирующим самоспасателем.
| Результаты сравнительных испытаний изолирующих самоспасателей из разных стран | Результаты сравнительных испытаний изолирующих самоспасателей из разных стран | Результаты сравнительных испытаний изолирующих самоспасателей из разных стран | Результаты сравнительных испытаний изолирующих самоспасателей из разных стран | Результаты сравнительных испытаний изолирующих самоспасателей из разных стран | Результаты сравнительных испытаний изолирующих самоспасателей из разных стран | Результаты сравнительных испытаний изолирующих самоспасателей из разных стран | Результаты сравнительных испытаний изолирующих самоспасателей из разных стран | Результаты сравнительных испытаний изолирующих самоспасателей из разных стран |
| Название | Происхождение и др.                                                           | Кислород (поглотитель CO2)                                                    | Срок службы, заявленный; реальный (стандартное отклонение), минуты            | Масса, кг                                                                     | Масса, кг                                                                     | Температура вдыхаемого воздуха, град С                                        | Сопротивление, мм Н2О                                                         | Сопротивление, мм Н2О                                                         |
| --- | ----------------------------------------------------------------------------- | ----------------------------------------------------------------------------- | ----------------------------------------------------------------------------- | ----------------------------------------------------------------------------- | ----------------------------------------------------------------------------- | ----------------------------------------------------------------------------- | ----------------------------------------------------------------------------- | ----------------------------------------------------------------------------- |
| Название | Происхождение и др.                                                           | Кислород (поглотитель CO2)                                                    | Срок службы, заявленный; реальный (стандартное отклонение), минуты            | в контейнере                                                                  | при использовании                                                             | Температура вдыхаемого воздуха, град С                                        | при вдохе                                                                     | при выдохе                                                                    |
| CSE AU-9A1 | США, сертифицирован                                                           | Баллон (LiOH)                                                                 | 60; 73(6)                                                                     | 4,95                                                                          | 4,30                                                                          | 42(1)                                                                         | 50(8)                                                                         | 50(4)                                                                         |
| Draeger OXY-SR 60B | ФРГ, сертифицирован в США                                                     | Перхлорат калия KO2                                                           | 60; 72(4)                                                                     | 3,80                                                                          | 3,40                                                                          | 37(2)                                                                         | 46(6)                                                                         | 26(6)                                                                         |
| MSA 60-min SCSR | США, сертифицирован                                                           | Перхлорат калия KO2                                                           | 60; 83(6)                                                                     | 4,04                                                                          | 3,00                                                                          | 44(2)                                                                         | 58(6)                                                                         | 26(3)                                                                         |
| Ocenco EBA 6.5 | США, сертифицирован                                                           | Баллон (LiOH)                                                                 | 60; 110(8)                                                                    | 3,51                                                                          | 3,10                                                                          | 41(1)                                                                         | 51(5)                                                                         | 38(3)                                                                         |
| PASS 700 | США, сертифицирован                                                           | Баллон (натронная известь)                                                    | 60; 86(7)                                                                     | 8,60                                                                          | 6,60                                                                          | 39(1)                                                                         | 51(4)                                                                         | 24(3)                                                                         |
| U.S.D. SCEBA-60 | США, сертифицирован                                                           | Баллон (LiOH)                                                                 | 60; 79(10)                                                                    | 3,40                                                                          | 3,24                                                                          | 40(1)                                                                         | 54(7)                                                                         | 56(2)                                                                         |
| Auer SSR-90 | ФРГ                                                                           | Перхлорат калия KO2                                                           | 90; 82(2)                                                                     | 4,69                                                                          | 3,08                                                                          | 40(2)                                                                         | 57(5)                                                                         | 35(3)                                                                         |
| AZG-40 | Китай                                                                         | Перхлорат калия KO2                                                           | 40; 38(3)                                                                     | 2,03                                                                          | 1,68                                                                          | 50(4)                                                                         | 116(9)                                                                        | 101(9)                                                                        |
| Draeger OXY-SR 30 | ФРГ                                                                           | Баллон (натронная известь)                                                    | 30; 47(4)                                                                     | 2,39                                                                          | 2,39                                                                          | 41(0)                                                                         | 45(3)                                                                         | 19(2)                                                                         |
| Draeger OXY-SR 45 | ФРГ                                                                           | Баллон (натронная известь)                                                    | 45; 55(7)                                                                     | 2,39                                                                          | 2,39                                                                          | 41(1)                                                                         | 42(9)                                                                         | 18(1)                                                                         |
| Fenzy Spiral II | Франция                                                                       | Перхлорат калия KO2                                                           | 45; 34(3)                                                                     | 3,49                                                                          | 3,05                                                                          | 36(2)                                                                         | 56(12)                                                                        | 22(7)                                                                         |
| WC-7 | СССР                                                                          | Перхлорат калия KO2                                                           | 45; 67(4)                                                                     | 2,94                                                                          | 2,55                                                                          | 56(4)                                                                         | 63(5)                                                                         | 59(5)                                                                         |
| Lockheed PBA | США, прототип, сертифицирован                                                 | Перхлорат калия KO2                                                           | 60; 34(9)                                                                     | 2,11                                                                          | 2,00                                                                          | 49(10)                                                                        | 113(30)                                                                       | 120(46)                                                                       |
| MSA 10-min PBA | США, прототип, сертифицирован                                                 | Перхлорат калия KO2                                                           | 10; 14(1)                                                                     | 1,24                                                                          | 0,82                                                                          | 47(3)                                                                         | 63(8)                                                                         | 119(5)                                                                        |
| MSA 10/60 | США, прототип, сертифицирован                                                 | Перхлорат калия KO2                                                           | 70; 73(21)                                                                    | 2,18                                                                          | 4,73                                                                          | 42(2)                                                                         | 83(13)                                                                        | 60(15)                                                                        |
| Westinghouse PBA | США, прототип                                                                 | свеча (хлорат натрия)                                                         | 60; 60(1)                                                                     | 3,85                                                                          | 3,44                                                                          | 40(2)                                                                         | 121(35)                                                                       | 31(6)                                                                         |
| Все изделия проверяли на имитаторе дыхания (вентиляция 31,9 л/мин, объём вдоха 1,21 л, частота дыхания 26,5 л/мин, наибольший мгновенный расход воздуха 126 л/мин; потребление кислорода 1,35 л/мин, выпуск углекислого газа 1,3 л/мин). Из тех самоспасателей, которые испытывались после хранения в течение некоторого времени, какая-то часть оказалась лучше другой части. У прототипов самоспасателей фирм Локхид и Вестингауз произошло разрушение некоторых деталей из эластомерных материалов, и потребовался серьёзный ремонт перед началом тестирования. В то же время некоторые из (советских) самоспасателей WC-7 испытывались спустя 10 лет после изготовления, но показали отличную работоспособность. По температуре вдыхаемого воздуха советский самоспасатель поставил рекорд - в среднем 59 град С. Это стало возможно из-за выделения тепла при химической реакции (при получении кислорода), и отсутствия сколько-нибудь эффективного охлаждения вдыхаемого воздуха окружающим, и выдыхаемым. |                                                                               |                                                                               |                                                                               |                                                                               |                                                                               |                                                                               |                                                                               |                                                                               |

Автор сделал следующее заключение: Улучшение одного показателя возможно за счёт ухудшения других, и наоборот. Исходя из разных ожидаемых условий использования, и из разных принципов проектирования, изготовители выбирали, какой показатель улучшить, и за счёт каких других.
Самоспасатель MSA был спроектирован для устранения этой проблемы: он был маленький, компактный и лёгкий (1,24 кг), для постоянного ношения на поясе, срок службы 10 минут. При аварии шахтёр надевал его, и шёл к месту хранения большого и тяжёлого контейнера с химикатом (4,7 кг). Контейнер подключался к самоспасателю, и обеспечивал срок службы более 70 минут.
В РФ часто применяют самоспасатели с химически связанным кислородом, характеристики которых приводятся в таблице (источник, данные взяты авторами из паспортов и дополнительно из каталога для ШСС-1У (в знаменателе)); приводятся данные по западным самоспасателям (для сравнения).
| Характеристики изолирующих самоспасателей (РФ); изолирующих и фильтрующего западных самоспасателей | Характеристики изолирующих самоспасателей (РФ); изолирующих и фильтрующего западных самоспасателей | Характеристики изолирующих самоспасателей (РФ); изолирующих и фильтрующего западных самоспасателей | Характеристики изолирующих самоспасателей (РФ); изолирующих и фильтрующего западных самоспасателей | Характеристики изолирующих самоспасателей (РФ); изолирующих и фильтрующего западных самоспасателей | Характеристики изолирующих самоспасателей (РФ); изолирующих и фильтрующего западных самоспасателей | Характеристики изолирующих самоспасателей (РФ); изолирующих и фильтрующего западных самоспасателей | Характеристики изолирующих самоспасателей (РФ); изолирующих и фильтрующего западных самоспасателей | Характеристики изолирующих самоспасателей (РФ); изолирующих и фильтрующего западных самоспасателей | Характеристики изолирующих самоспасателей (РФ); изолирующих и фильтрующего западных самоспасателей | Характеристики изолирующих самоспасателей (РФ); изолирующих и фильтрующего западных самоспасателей |
| Показатель                                                                                         | ШСС-Т                                                                                              | ШСС-Е (новинка)                                                                                    | ШСС-ТМ (новинка)                                                                                   | ШСС-1М                                                                                             | ШСС-1У                                                                                             | ШСС-1П                                                                                             | ШС-90 (новинка)                                                                                    | Oxy K Plus S                                                                                       | М-20.2 (на сжатом кислороде)                                                                       | Parat 5510 (фильтрующий)                                                                           |
| -------------------------------------------------------------------------------------------------- | -------------------------------------------------------------------------------------------------- | -------------------------------------------------------------------------------------------------- | -------------------------------------------------------------------------------------------------- | -------------------------------------------------------------------------------------------------- | -------------------------------------------------------------------------------------------------- | -------------------------------------------------------------------------------------------------- | -------------------------------------------------------------------------------------------------- | -------------------------------------------------------------------------------------------------- | -------------------------------------------------------------------------------------------------- | -------------------------------------------------------------------------------------------------- |
| Время защитного действия при нагрузках, мин, не менее:                                             | | | | | | | | | | |
| работа средней тяжести (лёгочная вентиляция 35 дм3/мин)                                            | 60                                                                                                 | 60                                                                                                 | 60                                                                                                 | 60                                                                                                 | 60                                                                                                 | 60                                                                                                 | 90                                                                                                 | 60                                                                                                 | 10-15                                                                                              | 15                                                                                                 |
| тяжёлая (лёгочная вентиляция 70 дм3/мин)                                                           | -                                                                                                  | 18                                                                                                 | 20                                                                                                 | -                                                                                                  | -                                                                                                  | -                                                                                                  | 30                                                                                                 | -                                                                                                  | -                                                                                                  | -                                                                                                  |
| в покое (лёгочная вентиляция 10 дм3/мин)                                                           | 180                                                                                                | 260                                                                                                | 300                                                                                                | 300                                                                                                | 260/180                                                                                            | 180                                                                                                | 450                                                                                                | -                                                                                                  | -                                                                                                  | -                                                                                                  |
| Температура вдыхаемой газовой смеси, °С, не более                                                  | 55                                                                                                 | 55                                                                                                 | 50                                                                                                 | -                                                                                                  | -                                                                                                  | -                                                                                                  | 50                                                                                                 | -                                                                                                  | -                                                                                                  | -                                                                                                  |
| Температурный диапазон эксплуатации, °С                                                            | от −20 до + 40                                                                                     | от −20 до + 40                                                                                     | от −20 до + 40                                                                                     | от −20 до + 40                                                                                     | от −20 до + 40                                                                                     | -                                                                                                  | от −20 до + 40                                                                                     | от −5 до + 50                                                                                      | от −20 до +65                                                                                      | -                                                                                                  |
| Сопротивление дыханию (лёгочная вентиляция 35 дм3/мин), Па, не более                               | 1000                                                                                               | 1000                                                                                               | 800                                                                                                | -                                                                                                  | -                                                                                                  | -                                                                                                  | 750                                                                                                | -                                                                                                  | -                                                                                                  | -                                                                                                  |
| Габариты, мм                                                                                       | 111×146×248                                                                                        | 111×146×248                                                                                        | 230×180×80                                                                                         | 270×150                                                                                            | 270×150                                                                                            | -                                                                                                  | 240×190×120                                                                                        | 250×200×100                                                                                        | 210×230×100                                                                                        | 190×130×90                                                                                         |
| Масса самоспасателя, кг                                                                            | 3                                                                                                  | 3                                                                                                  | 2,4                                                                                                | 3                                                                                                  | 3 / 3,1                                                                                            | 3                                                                                                  | 3,9                                                                                                | 2,7                                                                                                | 1,4                                                                                                | 0,6                                                                                                |
| Срок эксплуатации, лет (гарантийный/полный)                                                        | 5/-                                                                                                | 5,5/-                                                                                              | 5,5/-                                                                                              | 5/-                                                                                                | 5/7                                                                                                | 5/10                                                                                               | 7,5/-                                                                                              | -                                                                                                  | -                                                                                                  | -                                                                                                  |
| Изготовитель                                                                                       | ФГУП Тамбов-НИХИ                                                                                   | ОАО «Корпорация РОСХИМЗАЩИТА»                                                                      | ОАО «Корпорация РОСХИМЗАЩИТА»                                                                      | ОАО «Корпорация РОСХИМЗАЩИТА»                                                                      | ООО ГС ГСО «ОЗОН»                                                                                  | ОАО «Донецкий завод горноспасательной аппаратуры ДЗГА»                                             | ОАО «Корпорация РОСХИМЗАЩИТА»                                                                      | Dräger (ФРГ)                                                                                       | Ocenco, Inc. (США)                                                                                 | Dräger (ФРГ)                                                                                       |
| Удельное время защитного действия (лёгочная вентиляция 35 дм3/мин), мин/кг                         | 20                                                                                                 | 20                                                                                                 | 20                                                                                                 | 20                                                                                                 | 20                                                                                                 | 20                                                                                                 | 23,07                                                                                              | -                                                                                                  | -                                                                                                  | -                                                                                                  |

У ШСС-Т есть индикатор герметичности, аналогичные индикаторы есть на западных самоспасателях.
Однако этим изделиям присущ ряд недостатков, которые, по мнению авторов, могут помешать их эффективному использованию по назначению.
1. Увеличение глубины и протяжённости горных выработок, добыча с помощью наклонных выработок увеличили продолжительность покидания рабочего места и трудозатраты при эвакуации. При этом характеристики самоспасателей не изменились. В результате может нарушиться требование — срок службы СИЗОД окажется меньше необходимого.
2. Высокая температура вдыхаемого воздуха и повышенное сопротивление дыханию могут помешать шахтёру своевременно и правильно применять самоспасатель в течение всего периода эвакуации. Известны случаи, когда непереносимо высокая температура вдыхаемого воздуха и ожоги дыхательных путей и лёгких заставляли шахтёров снимать СИЗОД.
3. Часть шахтёров плохо обучена и может не справиться с включением самоспасателя.
4. Качество части изделий низкое; известны случаи, когда СИЗОД не включались — как при авариях, так и при испытаниях.
5. Повышенное содержание углекислого газа во вдыхаемом воздухе из-за мёртвого пространства одной и той же дыхательной трубки, используемой и для вдоха, и для выдоха.

Аргументы авторов были оспорены изготовителями российских самоспасателей с химически связанным кислородом (ОАО «Росхимзащита»). Они заметили, в том числе, что к числу важных недостатков самоспасателей со сжатым воздухом относятся их большая цена и необходимость технического обслуживания, что, по мнению авторов, имеет большое значения для потребителя (работодателя). Также упоминались большая масса при одинаковом сроке службы, некорректность испытаний, на которые ссылались оппоненты, и др.

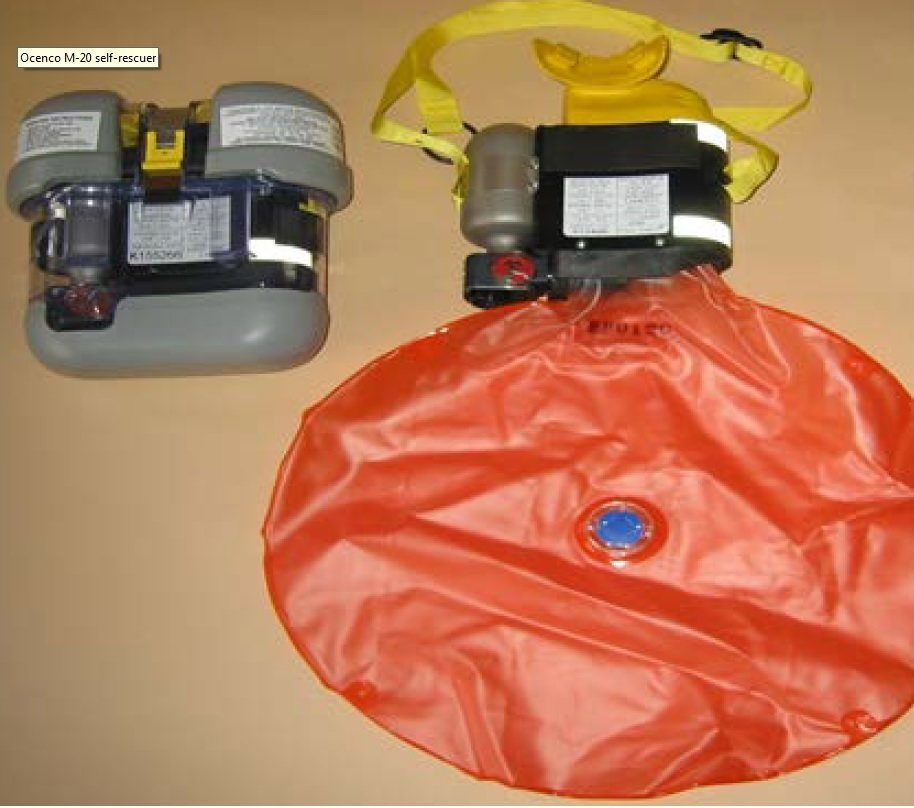
Изолирующий шахтёрский самоспасатель Ocenco M-20, масса 1,4 кг

Авторы статьи дополнили критику самоспасателей с химически связанным кислородом тем, что привели данные анализа поглотителя углекислого газа. Этот не-гранулированный поглотитель при низкой истираемостойкости во время носки неиспользуемого самоспасателя может давать много пыли. Попадание этой пыли (содержащей едкие химикаты) в органы дыхания при вдохе приводит к першению, боли в горле и ожогам такой степени, что использование самоспасателя может стать невозможным. Западные изготовители СИЗОД схожей конструкции уже давно используют гранулированный и таблетированный поглотитель, который даёт во много раз меньше пыли. Также авторы отметили, что достоинством этих самоспасателей является ненужность техобслуживания (кроме проверки на герметичность). Сравнив самоспасатели со сжатым воздухом с самоспасателями на химически связанном кислороде, авторы сделали вывод, что себестоимость вторых возрастает, а при проведении тренировок персонала гораздо выше. Дискомфорт при носке СИЗОД со сжатым воздухом значительно ниже из-за меньшей температуры вдыхаемого воздуха. Также авторы отметили, что увеличение продолжительности эвакуации требует увеличения срока службы самоспасателя и, соответственно, — его веса (при любой конструкции). А так как носка тяжёлых самоспасателей вызывает у шахтёров затруднения, нужно использовать зарубежный опыт: шахтёр непрерывно носит СИЗОД со сроком службы, например, всего полчаса (лёгкий и удобный), а при эвакуации заменяет его или пополняет запас воздуха/кислорода по мере движения, при расходовании его в применяемом самоспасателе. Для этого на пути эвакуации устанавливают яркие ящики/контейнеры с сменными СИЗОД, в том числе с значительно большим сроком службы. Но тут возникает проблема: если у СИЗОД с сжатым воздухом переключение на новый аппарат обычно не вызывает затруднений, у самоспасателей с химически связанным кислородом они возникают часто. И могут быть такими, что способны создать угрозу жизни рабочего, заменяющего СИЗОД в условиях опасной для жизни атмосферы (ненаполнение дыхательного мешка из-за потери кислорода).
В статье авторы отметили, что в названных ранее публикациях упоминали испытания образцов СИЗОД, изготовленных 15 лет назад; что испытания проводились с отклонением от методики, что авторы статей, критикующие самоспасатели на химически связанном кислороде, занимаются продажей и производством других типов СИЗОД (а что они сами изготавливают критикуемые СИЗОД — не упомянули). Во второй статье авторы рекламируют свою новую продукцию, рассказывая о достоинствах самоспасателей на химически связанном кислороде ШСС-ТМ и ШСМ-Т («новый поглотитель», загубник, удобный корпус, малый вес и др.). При недостаточном сроке службы предполагается решать проблему за счёт устройства пунктов переключения.
Обсуждение проблем шахтёрских самоспасателей показало, что при эвакуации из глубоких наклонных шахт времени защитного действия штатного самоспасателя может оказаться недостаточно для покидания опасной атмосферы, но не дало конкретных ответов на вопрос, какие именно действия будут предприняты для решения этой проблемы в Российской Федерации. Попытки оборудования коллективных убежищ с пригодной для дыхания атмосферой, запасными СИЗОД; создание пунктов переключения в запасной самоспасатель — всё это никак не устраняет риск, возникающий из-за того, что громоздкие и тяжёлые изолирующие самоспасатели с большим временем защитного действия часто оставляются шахтёрами в стороне от рабочего места (так как мешают работать) и могут оказаться недоступными или труднодоступными при аварии, что помешает своевременно начать их использовать. Эта проблема не обсуждалась авторами публикаций, связанными с производством и продажей самоспасателей (выше). В США для обеспечения своевременного начала применения самоспасателей внесены соответствующие требования в правила безопасности:
| Сравнение требования к обеспечению шахтёров самоспасателями в РФ и США | Сравнение требования к обеспечению шахтёров самоспасателями в РФ и США |
| В РФ, источник: Правила безопасности (2014) | В США, источник |
| --- | --- |
| 1.3. Противоаварийная защита … 43. Расстояние от наиболее удаленных горных выработок строящихся, реконструируемых, действующих и ликвидируемых шахт до поверхности или выработок со свежей струей воздуха определяется временем выхода персонала в изолирующем самоспасателе. 44. Для спасения людей в шахтах оборудуются пункты переключения в самоспасатели, (далее — ППС) и пункты коллективного спасения персонала (далее — ПКСП). Размещение ППС и ПКСП в горных выработках шахты определяется проектом оборудования шахты пунктами ППС и ПКСП, утвержденным техническим руководителем (главным инженером) шахты. … 50. Работники шахты, с подземными условиями труда, обеспечиваются исправными индивидуально закрепленными изолирующим самоспасателем, аккумуляторным головным светильником с индивидуальным устройством оповещения, наблюдения и поиска. Запрещается спуск в шахту без самоспасателя и головного светильника с индивидуальным устройством оповещения, наблюдения и поиска. 2.5. Дополнительные требования при разработке пластов, опасных и угрожаемых по внезапным выбросам угля, породы и газа, и пластов, склонных к горным ударам 196. Рабочие и специалисты шахт, отрабатывающие пласты склонные к горным ударам и опасные по внезапным выбросам обеспечиваются изолирующими самоспасателями. | § 75.1714 Доступность самоспасателей; инструкции по применению и размещение. (a) Работодатель обязан обеспечить каждого работника, спускающегося под землю; и каждого человека, посещающего шахту (с согласия работодателя); сертифицированным самоспасателем или сертифицированными самоспасателями; которые обеспечивают адекватную защиту в течение 1 часа и более. (b) Прежде чем любой человек (работник или посетитель) спустится под землю с ведома работодателя, этот человек должен пройти обучение и тренировки в соответствии с требованиями 30 CFR part 48. § 75.1714-1 Сертифицированные самоспасатели. (Работодатель) должен выполнить требования раздела 75.1714, обеспечив каждого человека (упомянутого в том разделе) самоспасателем или самоспасателями, которые были сертифицированы Национальным институтом охраны труда и Управлением по охране труда на шахтах (NIOSH & MSHA) в соответствии с требованиями стандарта по сертификации респираторов 42 CFR part 84, как респираторы: (a) Автономные дыхательные аппараты с закрытым контуром, предназначенные для эвакуации (самоспасатели), с временем защитного действия 1 час; или (b) "" с временем защитного действия (ВЗД) не менее 10 минут; и кроме этого, дополнительный сменный картридж, обеспечивающий ВЗД 1 час; или (c) Любой автономный дыхательный аппарат, обеспечивающий ВЗД 1 час и более, который был сертифицирован MSHA как самоспасатель — при условии, что он будет использоваться, и что его техобслуживание будет проводиться так, как это предписывается MSHA. Примечание: в тексте перевода (ниже), самоспасателями называют изолирующие СИЗОД, автономные дыхательные аппараты, сертифицированные как самоспасатели; а фильтрующими самоспасателями называют фильтрующие СИЗОД, сертифицированные как самоспасатели. § 75.1714-2 Самоспасатели; требования к их использованию и размещению. (a) Самоспасатели должны использоваться и размещаться так, как это требует настоящий раздел стандарта, в пунктах от (b) до (f). (b) Кроме случаев, описанных в пунктах (c), (d), (e) и (f) этого раздела, находящийся под землёй человек должен непрерывно носить свой самоспасатель. (c) Если непрерывная носка самоспасателя создаёт опасность для человека, то он должен держать его рядом с собой, но не дальше чем 7,5 метрах (25 футов) от себя. (d) Если работник использует машины и/или оборудование, и находится на них или рядом с ними, то он может разместить свой самоспасатель на этом оборудовании так, чтобы он был под рукой, легкодоступен. (e) Если условия в шахте позволяют, то работодатель может обратиться в региональный надзорный орган (District Manager), и в соответствии с разделом 75.1502 (в этом разделе описаны требования к работодателю в части составления плана ликвидации аварии, тушения пожара и эвакуации шахтёров при ЧС — прим.) запросить разрешение на размещение самоспасателя на расстоянии, превышающем 7.5 метров. ..(e)(1) При принятии решения о том, разрешать ли работодателю размещать самоспасатели на расстоянии более 7.5 метров от работника, или нет, Региональный надзорный орган (District Manager) должен учесть следующее: . . . (i) расстояние от рабочих мест до поверхности, . . . (ii) угол наклона угольного пласта в выработках, для которых запрошено изменение размещения самоспасателей, . . . (iii) толщина угольного пласта в выработках, для которых запрошено изменение размещения самоспасателей, . . . (iv) местоположение путей эвакуации работников с рабочих мест, . . . (v) то, в каком новом месте предполагается разместить самоспасатели, . . . (vi) характер работы, выполняемой шахтёрами, . . . (vii) степень (величина) того риска, которому подвергаются шахтёры, для которых запрошено изменение размещения самоспасателей, . . . (viii) возможность попадания шахтёра в атмосферу с недостатком кислорода, . . . (ix) характер опасностей, которым подвергаются шахтёры (для которых запрошено изменение размещения самоспасателя), . . . (x) ретроспективные данные об авариях и несчастных случаях на данной шахте; и . . . (xi) другие обстоятельства, влияющие на безопасность шахтёров. ..(e)(2) Запрашиваемое размещение не должно выдаваться региональным надзорным органом (District Manager) в тех случаях, когда все шахтёры, находящиеся под землёй, и чьи самоспасатели (будут) находиться дальше, чем в 7.5 метрах от них, не обеспечены фильтрующими самоспасателями (FSR), сертифицированными NIOSH & MSHA в соответствии с требованиями 42 CFR part 84, и такими, которые позволят им добраться до своих (удалённых) изолирующих самоспасателей*. (* — у фильтрующих самоспасателей с ограниченным небольшим ВЗД может быть очень маленькая масса, например <0,6 кг — прим.) ..(e)(3) Разрешение на размещение самоспасателей на расстоянии более 7.5 метров от работников, на путях движения шахтёров в шахту и из неё, в соответствии с пунктом (e) настоящего раздела, не должно выдаваться работодателю. (f) Если покидая шахту в конце смены работники не уносят с собой самоспасатели, а оставляют их под землёй, то размещение таких мест хранения самоспасателей должны быть утверждены региональным надзорным органом (District Manager). Места их хранения должны быть обозначены знаками из светоотражающего материала с надписью «самоспасатели», размещаемыми на видных, заметных местах. Кроме того, направления движения к этим местам хранения должны указываться знаками из светоотражающего материала. (g) Если шахтёры обеспечиваются работодателем самоспасателями (изолирующими) с ВЗД не менее 10 минут и 1 час, должны использоваться следующим образом: ..(g)(1) Кроме случаев, описанных в пункте (с) настоящего раздела, самоспасатели с ВЗД не менее 10 минут, должны непрерывно находиться при работнике, пока он находится под землёй. ..(g)(2) Кроме того, всегда должен быть доступен картридж с ВЗД не менее 1 часа — для всех людей, находящихся под землёй. План (размещения и использования) таких картриджей должен быть утверждён региональным надзорным органом (District Manager). При размещении таких картриджей с ВЗД не менее 1 часа, места хранения должны быть обозначены знаками из светоотражающего материала, и на них должна быть надпись «Самоспасатели». Знаки должны размещаться на видных, хорошо заметных местах; и в шахте должны быть знаки из светоотражающего материала, указывающие направление к таким местам хранения. § 75.1714-3 Самоспасатели: проверки, испытания, техобслуживание, ремонт и хранение записей. (a) Каждый работодатель обязан организовать проверки, испытания, техобслуживание и ремонт самоспасателей достаточно высокого качества, поручив это человеку, имеющему соответствующую подготовку для выполнения такой работы. (b) После каждого случая, когда самоспасатель выдавался работнику на время выполнения им работы, он должен быть проверен для выявления возможных повреждений и / или нарушения целостности (герметичности) корпуса. Проверку должен проводить сотрудник, имеющий соответствующую подготовку. Если корпус самоспасателя не герметичен, или если изделие повреждено так, что не сможет нормально функционировать, то его применение должно быть прекращено. (c) Все фильтрующие самоспасатели, сертифицировавшиеся Институтом и MSHA в соответствии с требованиями стандарта 42 CFR part 84, должны взвешиваться каждые 90 дней на весах с погрешностью измерения массы 1 грамм (исключение для изделий, которые герметично упакованы в вакуумные контейнеры). Если масса фильтрующего самоспасателя возросла по отношению к исходной более чем на 10 грамм, то его применение должно быть прекращено. (d) Все самоспасатели, сертифицированные Институтом и MSHA в соответствии с требованиями стандарта 42 CFR part 84, должны проверяться согласно указаниям, которые одобрены Институтом и MSHA. Если изделия не соответствуют требованиям этих указаний, то их применение должно быть прекращено. (e) При проведении в соответствии с пунктами (c) и (d) настоящего раздела стандарта проверки самоспасателей, проводящий её сотрудник должен удостоверять результат своей подписью и датой проведения проверки. Этот сотрудник также должен сделать записи обо всех действиях, предпринятых для устранения выявленных неисправностей (если они обнаружатся). Записи о результатах проверок и о действиях для устранения неисправностей должны хранится на шахте, и должны предоставляться уполномоченному представителю Министра труда по запросу. (f) Ремонт неисправных самоспасателей с целью продолжения их использования должен выполняться только подготовленным специалистом, и только в соответствии с указаниями изготовителя. § 75.1714-4 Дополнительные самоспасатели. (a) Дополнительные самоспасатели на рабочих местах. Помимо обеспечения работников самоспасателями в соответствии с требованиями пунктов 75.1714, 75.14-1, 75.1714-2 и 75.1714-3 настоящего раздела, работодатель обязан: ..(a)(1) Обеспечить каждого работника, у которого постоянное рабочее место, минимум ещё одним самоспасателем с ВЗД не менее 1 часа. ..(a)(2) Обеспечить размещение дополнительных самоспасателей для работников, не имеющих постоянного рабочего места (отвечающих за работу насосов, инспекторов, и других) по маршруту их обычного передвижения. Расстояние между местами хранения таких самоспасателей должно быть таким, какое расстояние может пройти работник за 30 минут (в среднем). Для определения мест размещения дополнительных самоспасателей следует использовать один из способов, описанных в пункте (с)(2) настоящего раздела. (b) Дополнительные самоспасатели на транспортных средствах (mantrip). Если для доставки шахтёров к месту работы и от него назад используется транспортное средство, но на нём должны иметься самоспасатели с ВЗД не менее 1 часа, не менее одного самоспасателя на одного перевозимого шахтёра. (c) Размещение дополнительных самоспасателей на путях эвакуации. В тех случаях, когда все находящиеся под землёй люди не могут добраться до безопасного места за 30 минут, работодатель обязан обеспечить их доступными самоспасателями с ВЗД не менее 1 часа, размещёнными на путях (возможной) эвакуации. ..(c)(1) В каждом убежище должно находиться не менее одного самоспасателя с ВЗД не менее чем 1 час — на каждого из тех шахтёров, которые могут прийти к этому убежищу, двигаясь от своих рабочих мест к стволу шахты. ..(c)(2) Места хранения самоспасателей на путях эвакуации должны размещаться так, чтобы расстояние между ними можно было пройти не более чем за 30 минут. Для определения расстояния можно: . . . (i) проводить вычисления, используя для этого результаты измерений скорости движения типичных шахтёров по типичным путям эвакуации, или . . . (ii) если пути эвакуации имеют уклон менее 5°, можно использовать таблицу (ниже): Средняя высота выработки, м (дюймов) — - — — — - — - — > Максимально допустимое расстояние между местами хранения самоспасателей, м (футов) ..до 1,016 (< 40) перемещение ползком — - — — — - — - — — — > 670,5 (2200) ..от 1,016 до 1,27 (>40 и <50) — - — — — - — - — — — - — - — — — - — - > 1005,8 (3300) ..от 1,27 до 1,651 (>50 и <65) ходьба наклонив голову, пригнувшись — > 1341,1 (4400) ..от 1,651 (>65) ходьба выпрямившись — - — — — - — - — > 1737,4 (5700) (d) Дополнительные самоспасатели в убежище. Работодатель может не размещать дополнительные самоспасатели на всех (возможных) путях эвакуации, а может поместить их в убежище (hardened room), находящемся между смежными (соседними) путями эвакуации. ..(d)(1) Конструкция и исполнение убежищ должны быть такими, чтобы при ожидаемом возможном воздействии взрыва они сохраняли герметичность. ..(d)(2) Конструкция убежищ должна включать в себя не зависящие от шахтной атмосферы средства обеспечения людей пригодным для дыхания воздухом, подаваемым с поверхности, и поддерживающие в убежище избыточное давление в случае аварии. ..(d)(3) Конструкция, исполнение и расположение убежищ (на плане вентиляции шахты) должны быть одобрены региональным надзорным органом. ..(d)(4) Места хранения самоспасателей должны выбираться в соответствии с требованиями пункта (с) настоящего раздела стандарта. (e) Доступность мест хранения самоспасателей. Все самоспасатели, размещаемые в шахте в соответствии с требованиями настоящего раздела стандарта, должны хранится в соответствии с указаниями изготовителя, и контейнеры с ними должны размещаться на видных, хорошо заметных местах, доступных для каждого шахтёра. (f) Обозначение мест хранения самоспасателей. Все места, где хранятся самоспасатели, должны быть обозначены хорошо заметными знаками, сделанными из светоотражающего материала, и содержащие надписи «Самоспасатели». (Кроме того, в шахте должны устанавливаться) указатели из светоотражающего материала, показывающие — в каком направлении нужно двигаться к каждому из мест хранения самоспасателей. § 75.1714-5 Нанесение на план шахты (карту) мест хранения самоспасателей. В соответствии с требованиями разделов 75.1200 и 75.1505 настоящего стандарта работодатель обязан нанести на план (карту) шахты все места, где хранятся самоспасатели. § 75.1714-6 Верёвки для обеспечения совместной эвакуации групп шахтёров. В тех местах, где размещаются дополнительные самоспасатели (для стационарных рабочих мест, и на подвижных машинах и оборудовании) в соответствии с требованиями раздела 75.1714-4 настоящего стандарта, должны размещаться верёвки, используемые при эвакуации групп шахтёров (чтобы держаться вместе при движении в сложных условиях, Emergency tethers). § 75.1714-7 Многоканальные газоанализаторы. (a) Обеспечение работников газоанализаторами. Работодатель обязан обеспечить каждую группу шахтёров, и каждого из шахтёров, работающих отдельно (обслуживающих насосы, инспектора по технике безопасности и охране труда, и работающие у ствола шахты) портативным многоканальным газоанализатором. Эти газоанализаторы должны быть сертифицированы MSHA, и должны позволять измерять концентрации метана, кислорода и монооксида углерода. (b) Квалифицированные пользователи газоанализаторов. В соответствии с требованиями раздела 75.150 настоящего стандарта, в каждой из групп шахтёров должен быть хотя бы один квалифицированный работник, умеющий пользоваться многоканальным газоанализатором; а все работники, которые работают в одиночку, должны быть обучены использованию газоанализатора. (c) Техобслуживание и калибровка. Техническое обслуживание и калибровка многоканальных газоанализаторов должны проводиться в соответствии с требованиями, описанными в разделе 75.320 настоящего стандарта. § 75.1714-8 Учёт самоспасателей; обязанности работодателя при обнаружении неисправных самоспасателей (a) Учёт самоспасателей. Работодатель предоставить MSHA полную информацию о обо всех самоспасателях на каждой из шахт. Для новых шахт, эта информация должна быть представлена не позднее 3 месяцев после открытия шахты. ..(a)(1) Предоставляемая о самоспасателях информация должна включать: . . . (i) Название шахты, её идентификационный номер MSHA, расположение шахты; и . . . (ii) Для каждого из самоспасателей: изготовитель, модель, дата изготовления, заводской номер изделия. ..(a)(2) При изменениях в используемых на шахте самоспасателях, работодатель обязан сообщить об изменениях в MSHA в течение того квартала, во время которого произошло изменение. (b) Сообщение работодателем о неисправных самоспасателях в Управление по охране труда на шахтах (MSHA). Если работодатель обнаружит, что какие-то из самоспасателей на его шахте имеют хоть какие-то дефекты; при применении не обеспечивают те параметры работы, которые должны обеспечивать (для данного класса устройств) в соответствии с результатами сертификации; или их отказы, то он обязан сообщить об этом в MSHA. В сообщении должно быт максимально подробное описание неисправности; а также вся информация (о шахте, работодателе и самоспасателе), указанная в пункте (a)(1) настоящего раздела. (c) Действия работодателя при обнаружении некачественных самоспасателей. После того, как в соответствии с пунктом (b) настоящего раздела работодатель сообщил в MSHA об обнаруженной им неисправности самоспасателя, он обязан хранить у себя этот (эти) самоспасатель(и) в течение 60 дней. |
| . . .Комментарий 1. При аварии на шахте Распадская, из 71 погибшего шахтёра, по данным судебно-медицинской экспертизы 34 не получили серьёзных травм, и умерли именно из-за отравления монооксидом углерода. Может быть, часть из этих 34 горнорабочих не имела самоспасателя под рукой (работая в сложных условиях, когда громоздкий и тяжёлый самоспасатель мешает); и не смогла найти самоспасатель в условиях стресса после взрыва, и в условиях запыления воздуха из-за поднятия в воздух пыли с пола и стен (из-за ударной волны). Требования к обеспечения работников угольных шахт самоспасателями в РФ прямолинейно обязывают обеспечивать их самоспасателями с большим временем защитного действия (60 минут), а сделать такой самоспасатель лёгким и компактным технически — сейчас невозможно; масса российских самоспасателей с химически связанным кислородом несколько меньше, чем у американских со схожим ВЗД. А то, что постоянная носка этого крупного самоспасателя может быть несовместима или плохо совместима с условиями работы — такой случай Правила безопасности не рассматривают. Из-за увеличения протяжённости горных выработок, новая редакция Правил безопасности (2014 г.) обязывает оборудовать шахты средствами коллективной защиты, и пунктами переключения в самоспасатели — если одного часа недостаточно для достижения безопасного места. Но и это новшество может оказаться малополезным для тех, кто не успеет добраться до самоспасателя сразу после аварии. По сути, в отношении обеспечения своевременного начала использования самоспасателей, российские правила безопасности не делают для шахтёров ничего. Их американский аналог обязывает работодателя: обеспечить рабочих более лёгкими самоспасателями с временем защитного действия не менее 10 минут, (2) оборудовать рядом с рабочим местом хранилище, где будут размещены запасные изолирующие самоспасатели с ВЗД 1 час, (3) если характер работы не позволяет пользоваться даже лёгким изолирующим самоспасателем с ВЗД 10 минут — шахтёры обеспечиваются ещё более лёгкими и компактными фильтрующими самоспасателями с ВЗД, достаточным для того, чтобы добраться до находящегося рядом хранилища изолирующих самоспасателей. Проблема своевременного начала использования самоспасателей в американских требованиях проработана подробнее и лучше. 2. При использовании шахтёрами США основных изолирующих самоспасателей с ВЗД 60 минут, расстояние между хранилищами запасных самоспасателей (по времени движения) не более 30 минут. То есть, даётся двойной запас для надёжной эвакуации людей. В Правилах безопасности (2014) РФ такого запаса нет вообще. Но известно, что у людей с большей массой тела потребление кислорода больше, и т. д. — иметь запас для надёжного обеспечения эвакуации необходимо. | |

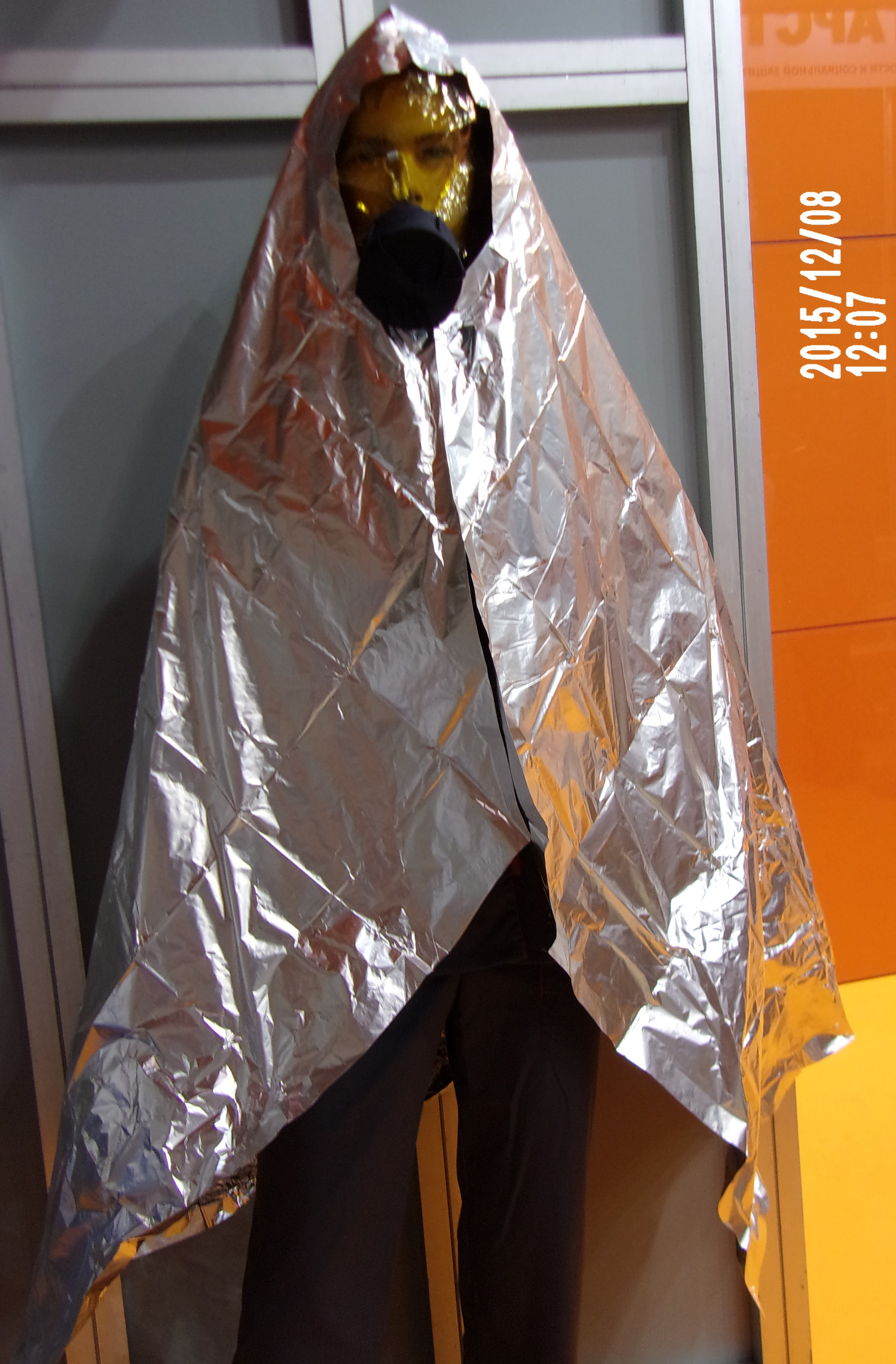
Самоспасатель для эвакуации при пожаре

## Самоспасатели для применения в условиях пожара
Самоспасатели пожарные — средства индивидуальной защиты органов дыхания и зрения человека от токсичных продуктов горения в течение времени эвакуации из зданий и помещений во время пожара.
По принципу действия подразделяются на изолирующие и фильтрующие.
По типу размещения: предназначенные для стационарного размещения в зданиях и сооружениях и предназначенные для транспортирования на пожарных автомобилях.
Могут применяться людьми (самостоятельно эвакуирующимися или с помощью персонала, ответственного за эвакуацию), заблокированными пожаром в зданиях, либо пожарными для самоспасания.
Производители фильтрующих самоспасателей предлагают применять их для защиты при пожарах, ссылаясь на то, что они сертифицированы (то есть соответствуют некоторым минимальным требованиям), и не предупреждая, в каких случаях они могут оказаться неэффективны. Эта рекламная информация не предупреждает потребителя, что процесс горения, особенно в ограниченном пространстве, способен создать атмосферу с недостатком кислорода и что время защитного действия фильтра, зависящее от многих факторов, из-за непредсказуемости условий при эвакуации во время пожара, может оказаться совершенно не похожим на приводимые ими данные результатов испытаний на стенде в заранее определённых и контролируемых условиях в лаборатории.
Кроме того, сама сертификация СИЗОД в РФ (включая самоспасатели) не предусматривает контроль качества изделий после первоначальных испытаний, проводится несколькими лабораториями и выполняется порой крайне безответственно.
В отношении других свойств (дополнительная защита от теплового излучения, пламени, искр, кожи головы и т. п.) самоспасатели для применения в условиях пожара могут иметь конструктивные отличия (специальный капюшон, накидка и т. п.).

## Обучение работников

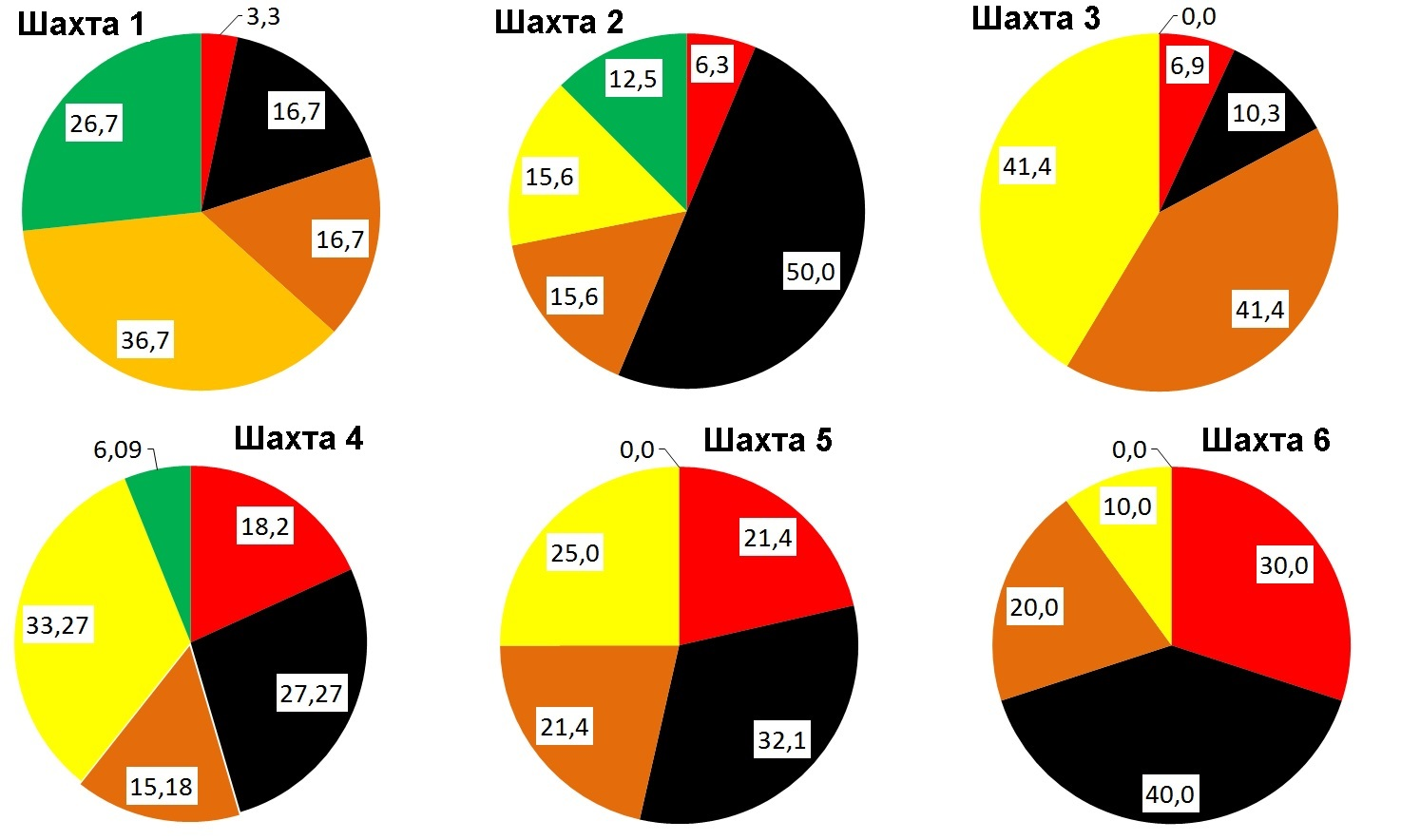
Результаты изучения правильности надевания самоспасателей на 6 шахтах. Красный — были ошибки, опасные для жизни; чёрный — были грубые ошибки; рыжий — были ошибки; жёлтый — надевали правильно; зелёный — надевали идеально. Числа показывают долю (%) шахтёров каждой подгруппы.

При повседневном применении СИЗОД навыки правильного обращения со средством защиты поддерживаются за счёт постоянной практики. Но в отношении самоспасателей этого нет — работник может проработать всю жизнь на опасном производстве и ни разу не использовать самоспасатель. Исследования NIOSH и Bureau of Mines показали, что после проведения обучения шахтёров уже через три месяца происходит значительное возрастание доли тех, кто допускает ошибки при надевании самоспасателя. Часть допускаемых ошибок не очень серьёзна, а часть может привести к вдыханию загрязнённого воздуха. Доля шахтёров, допускавших ошибки, на разных шахтах была разной. Поэтому имеет большое значение регулярное проведение повторного обучения с надеванием по крайней мере специального имитатора самоспасателя. Разработаны имитаторы с легкосъёмным и хорошо дезинфицируемым загубником.
Как фильтрующие, так и изолирующие самоспасатели имеют ограничение по применению людьми моложе 12 лет или имеющими размер шеи более 30 см.
Разработаны самоспасатели для детей 6—12 лет.
В целом, в отношении самоспасателей совершенно справедливо отношение, распространяющееся на СИЗОД всех видов: самоспасатель является самым последним и самым ненадёжным способом защиты жизни и здоровья от вредных и опасных факторов, поэтому необходимо принимать все возможные меры для полного устранения причин возможного их использования.

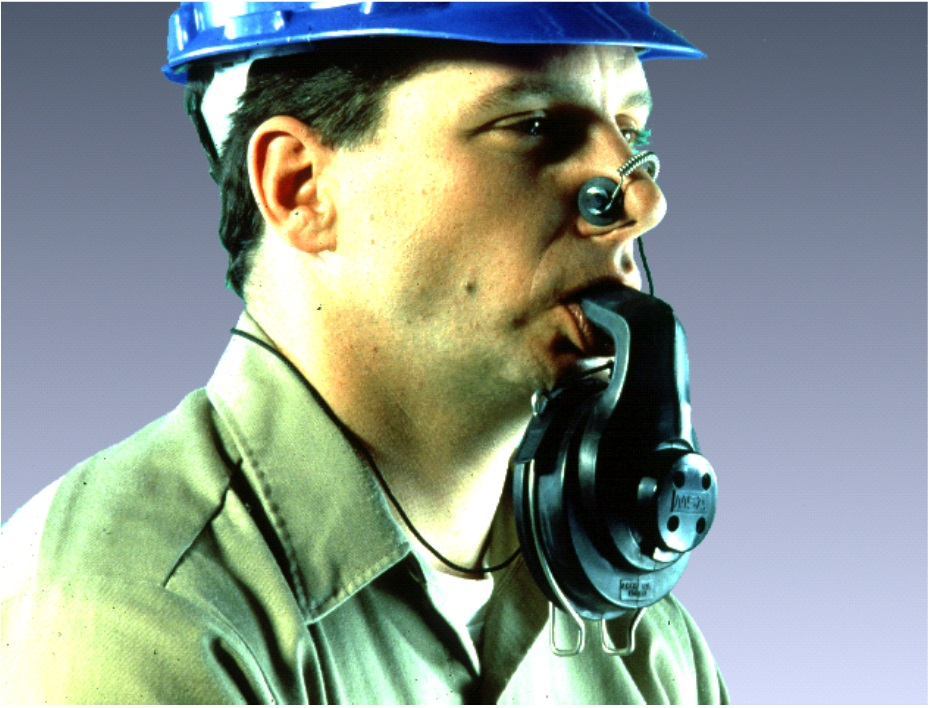
Фильтрующий самоспасатель MSA
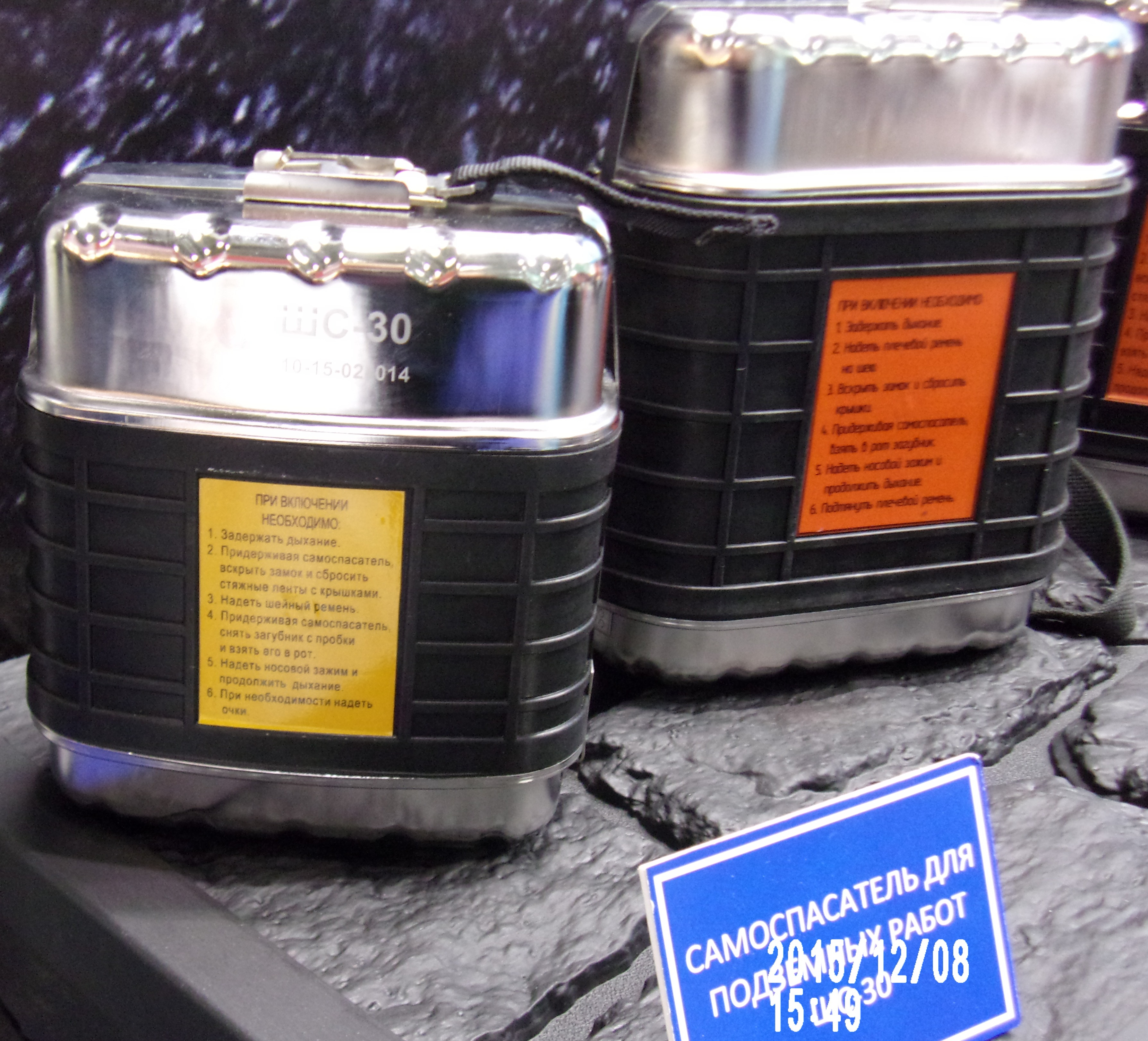
Самоспасатель для шахтёров ШС 30
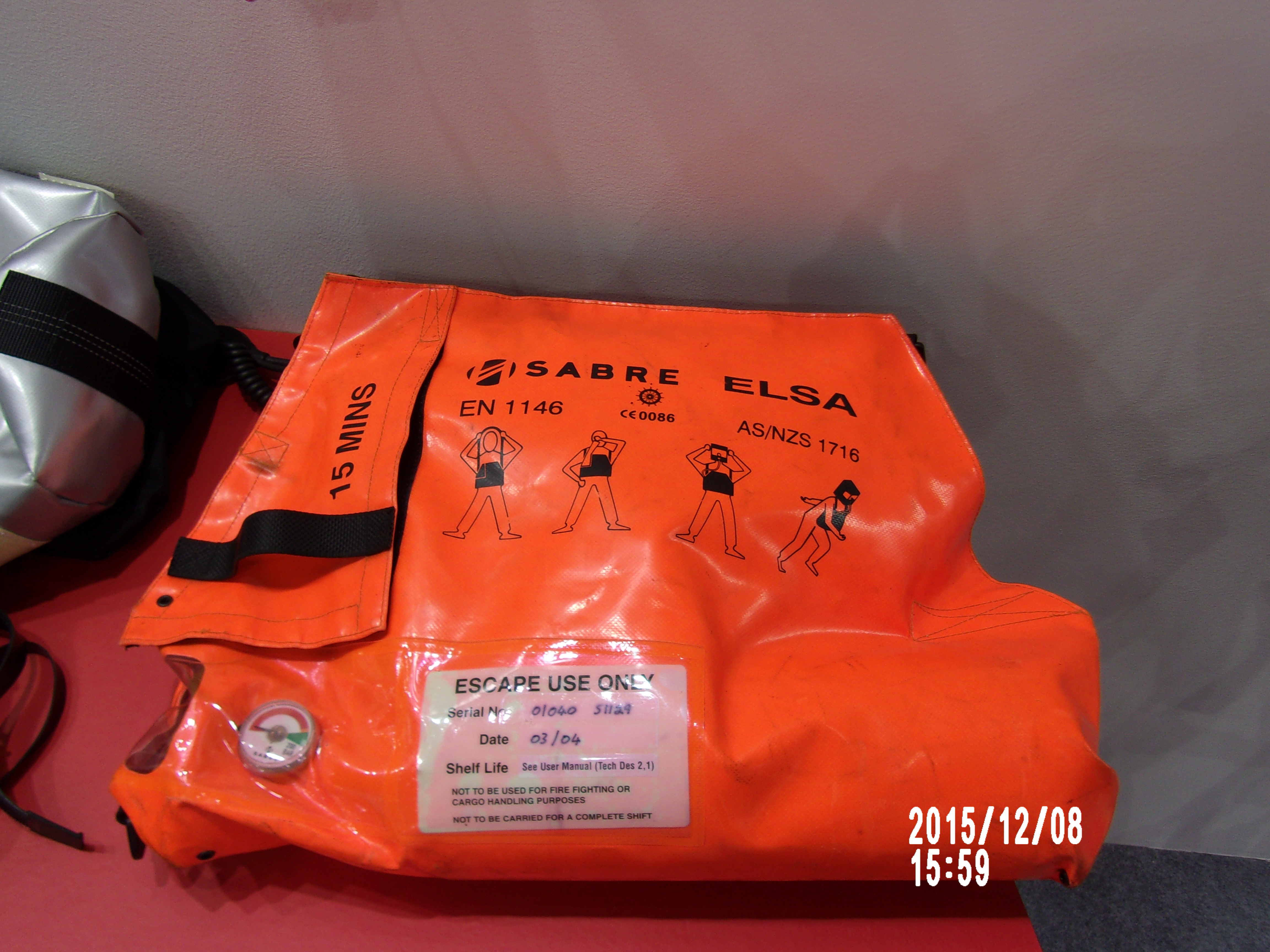
Самоспасатель изолирующий Scott (в сумке)
Самоспасатель MSA W65 (шахтный, учебная модель)
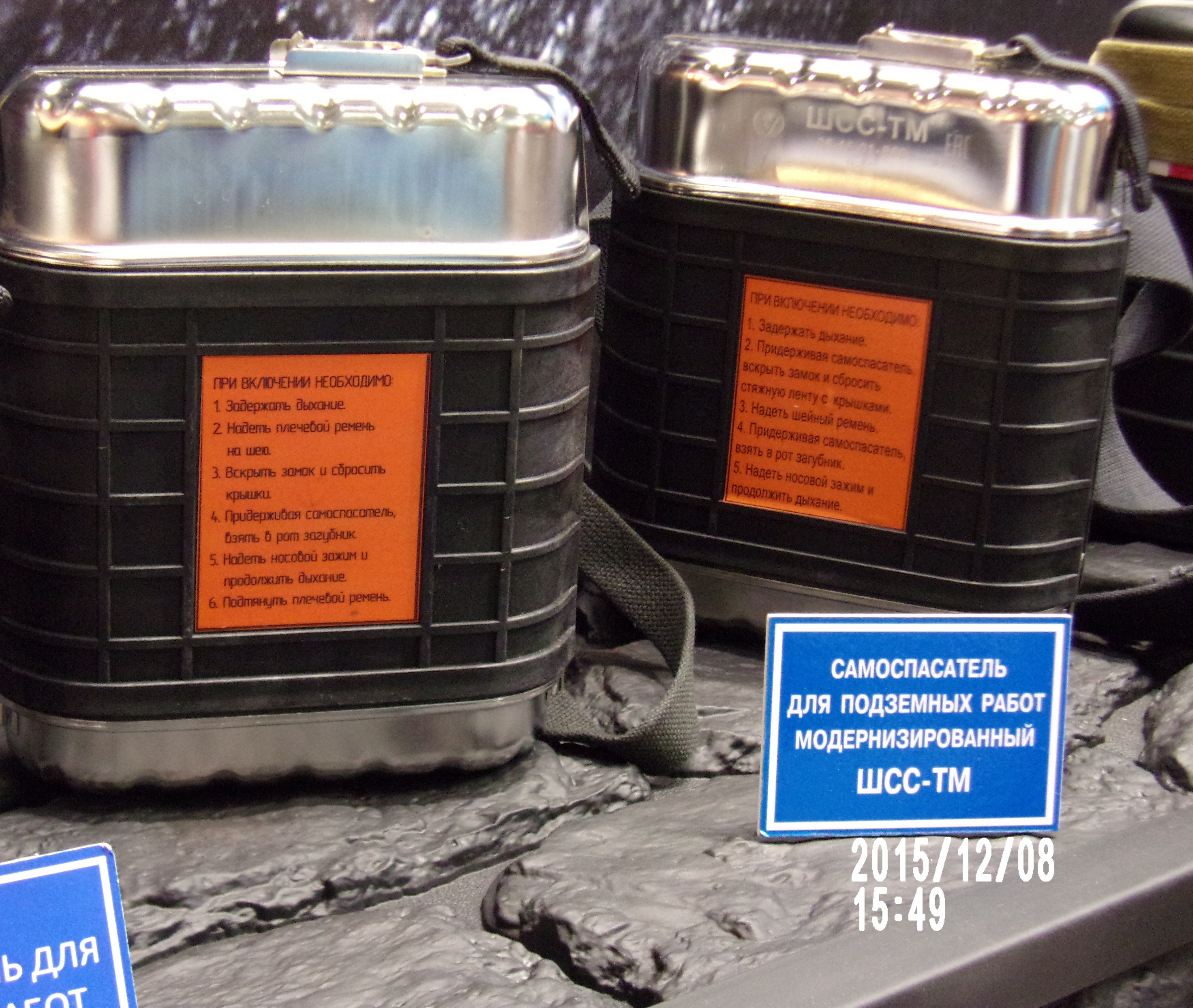
Самоспасатель фильтрующий MSA W65 (шахтный)
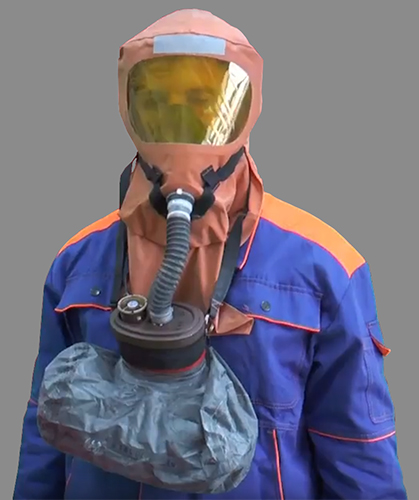
Самоспасатель изолирующий СПИ-20
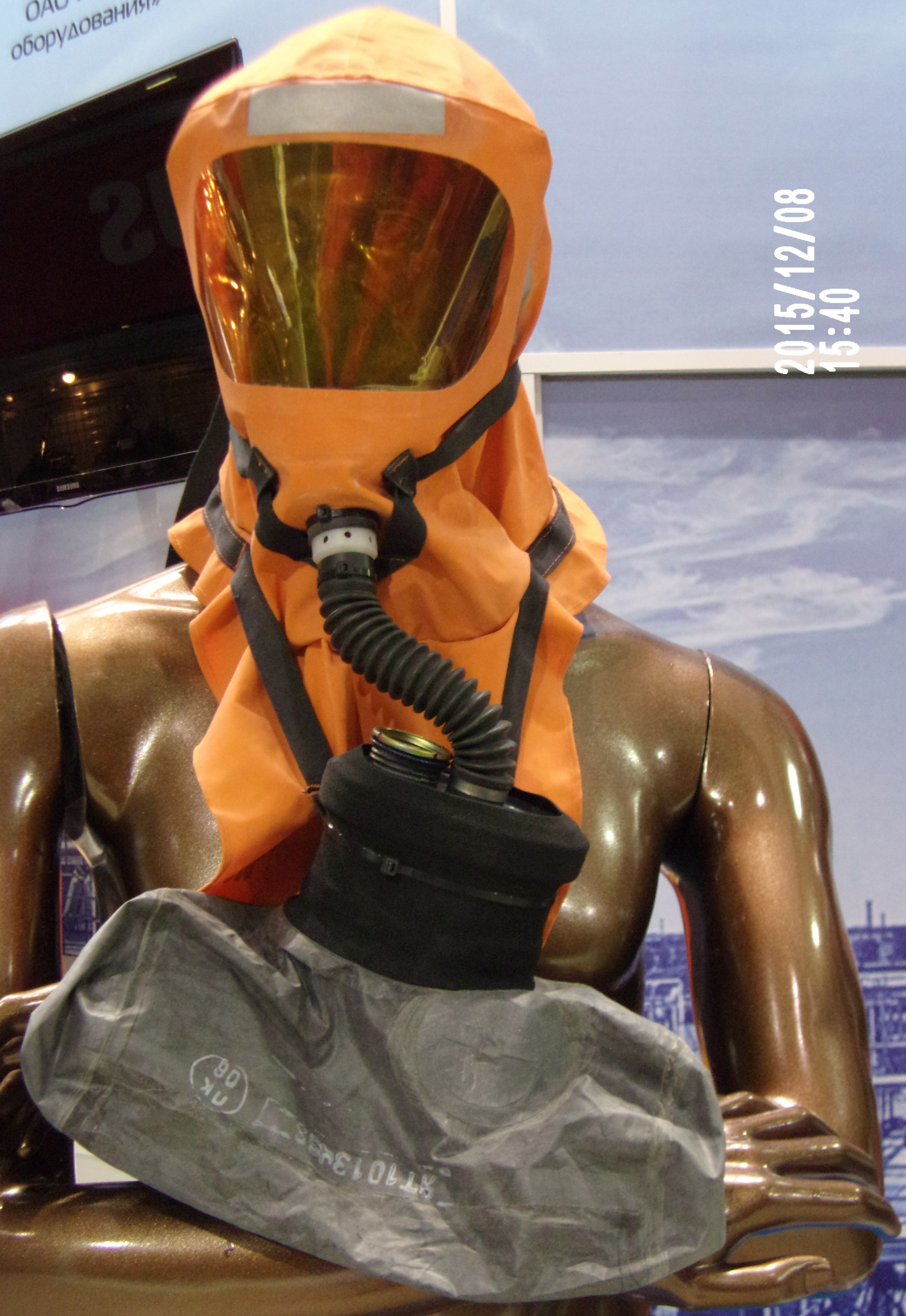
Самоспасатель изолирующий СПИ-20
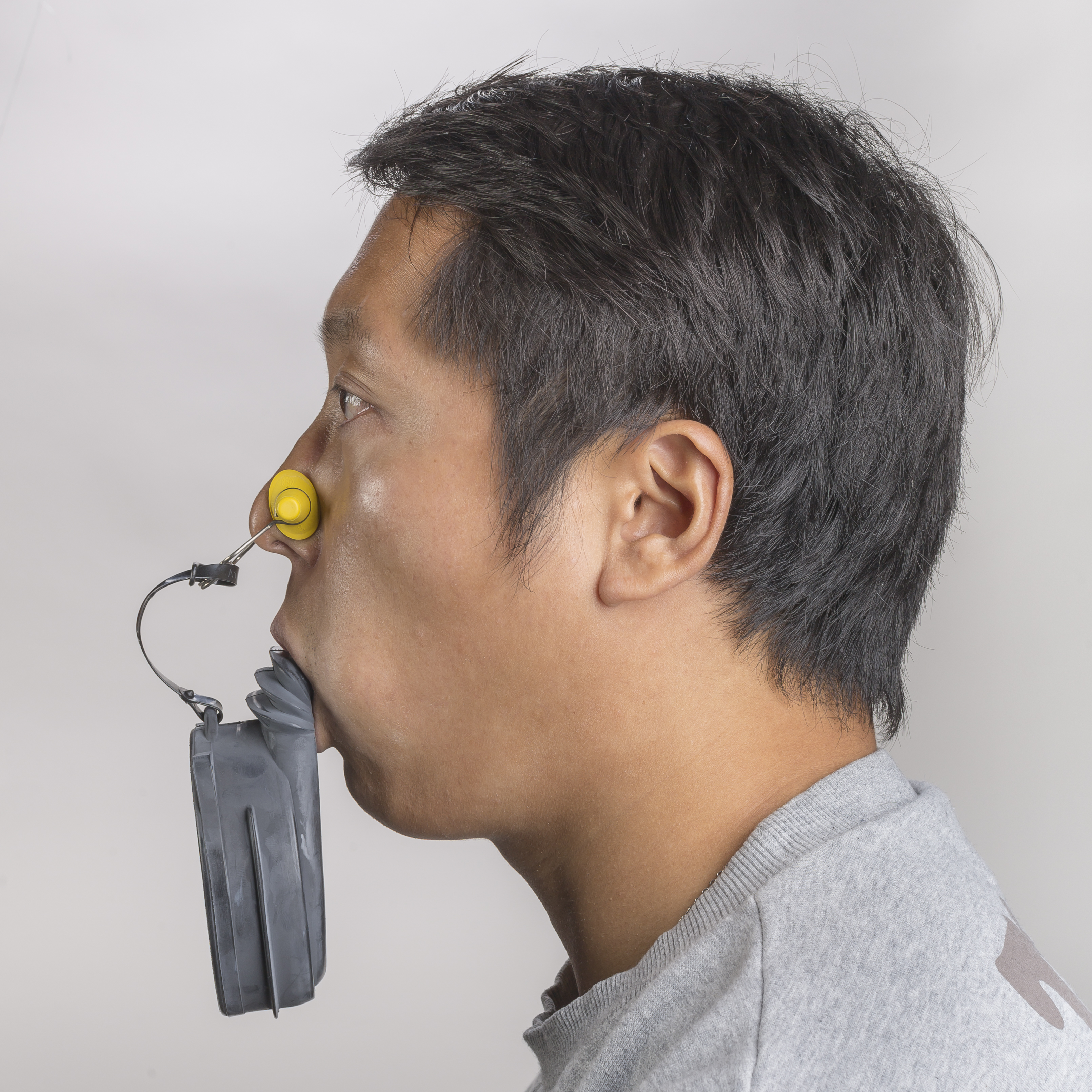
Самоспасатель фильтрующий Drager Parat 3200
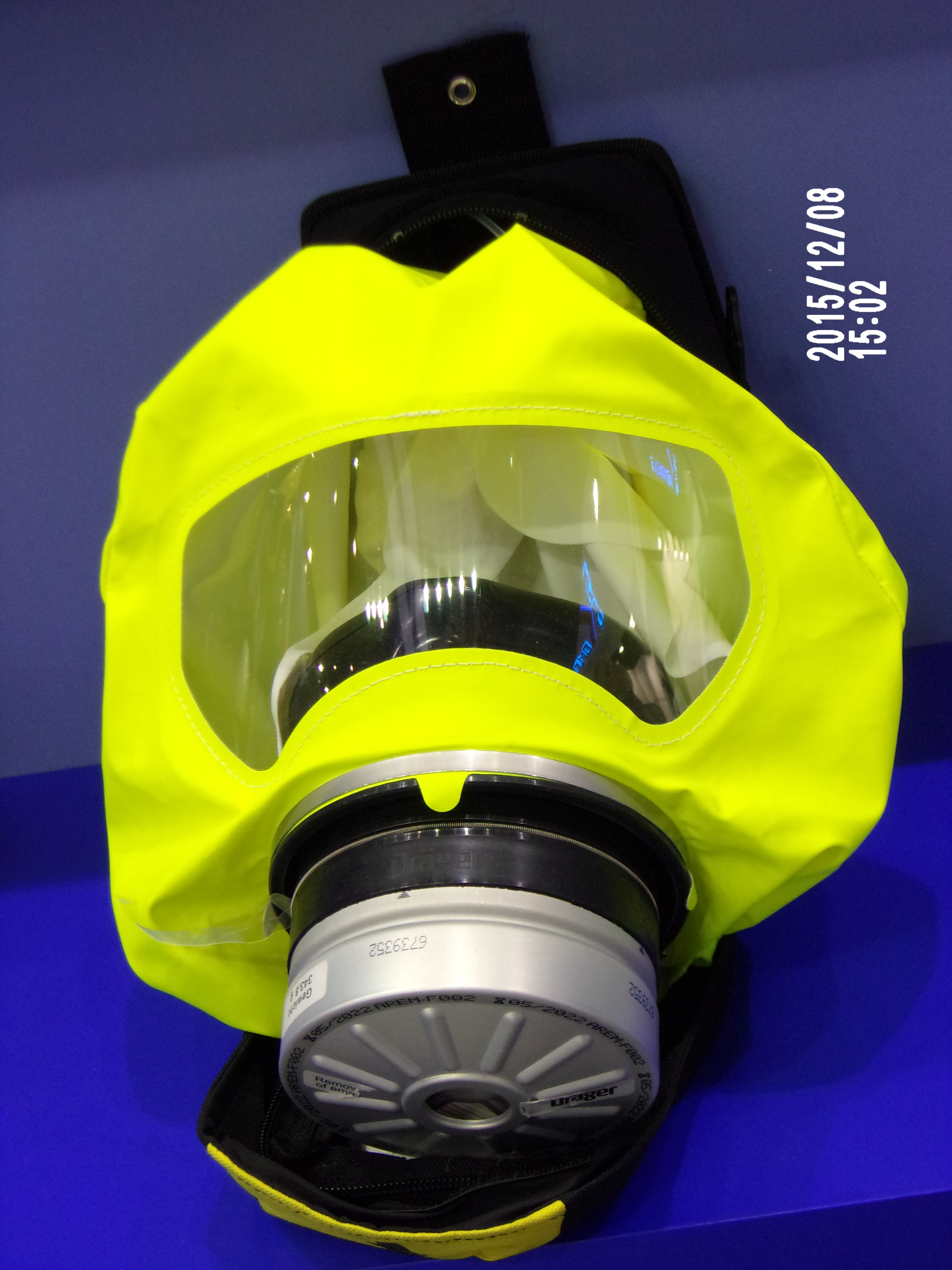
Самоспасатель фильтрующий Drager Parat 7500
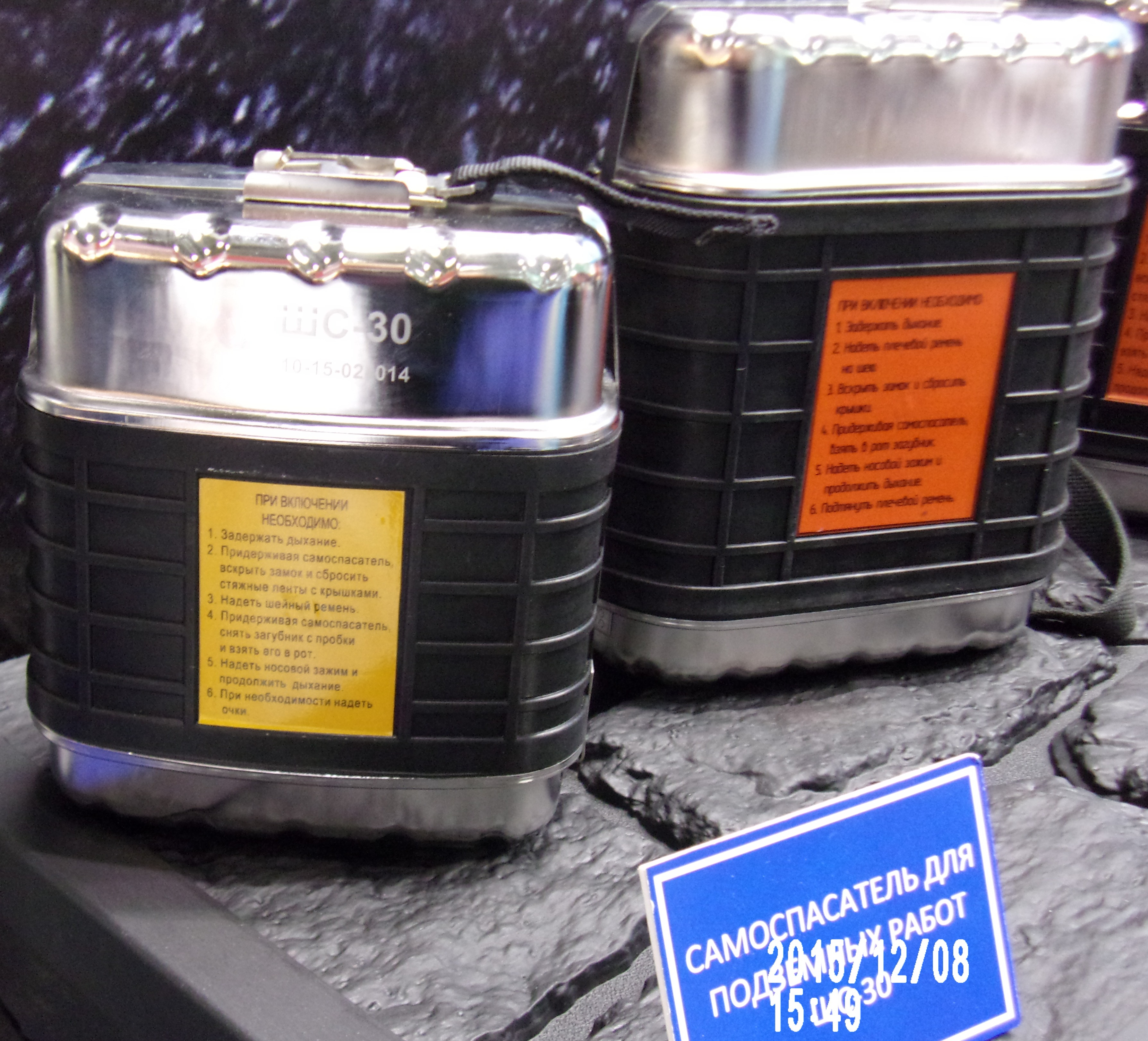
Самоспасатель изолирующий ШС-30 (шахтный)
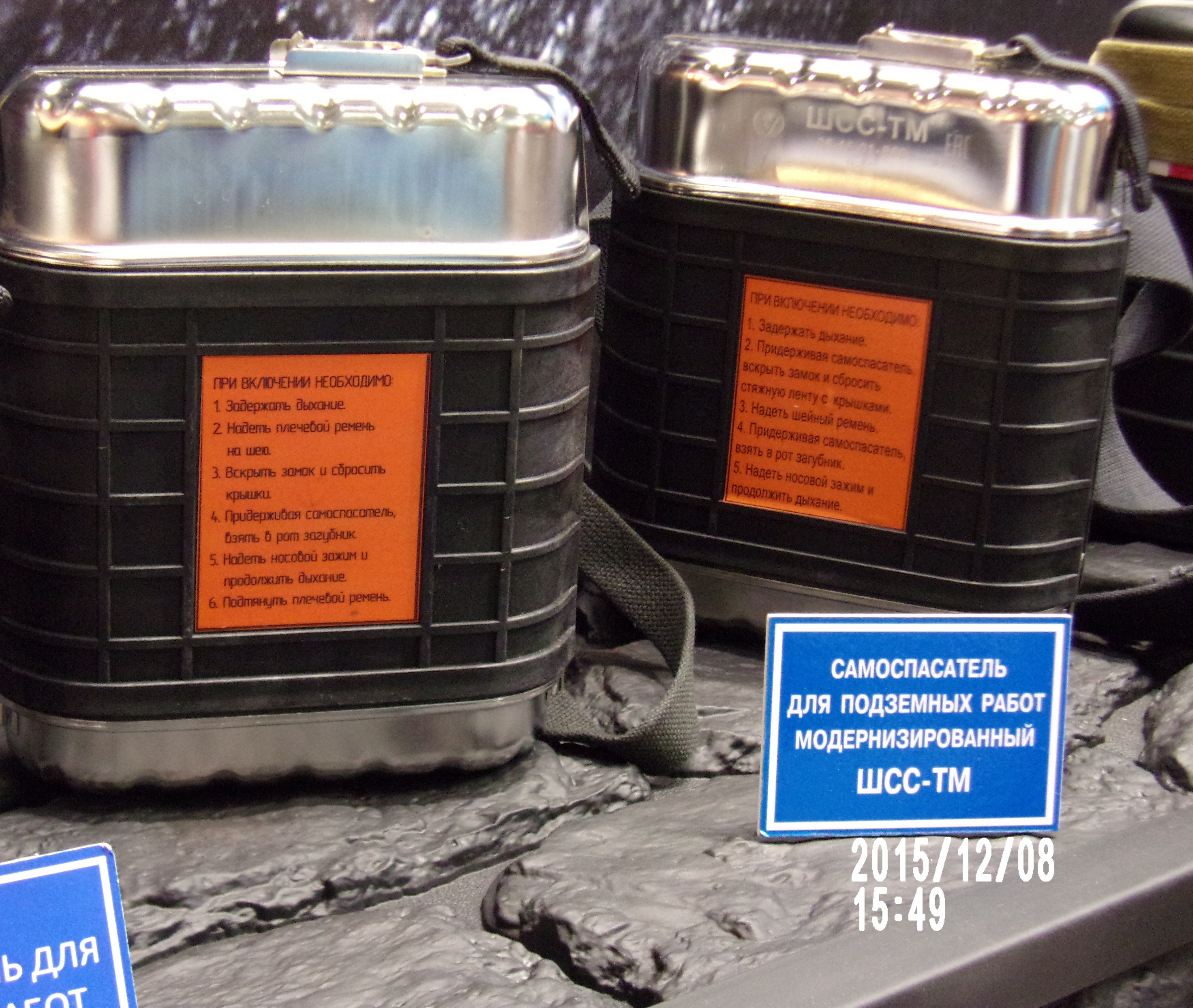
Самоспасатель изолирующий ШСС-ТМ (шахтный)
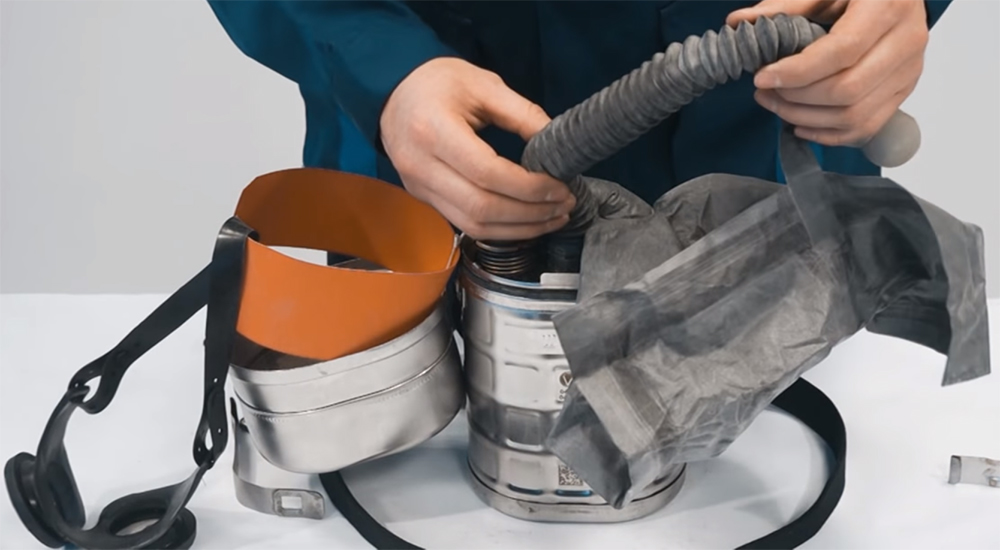
Самоспасатель изолирующий ШСС-Т (шахтный)
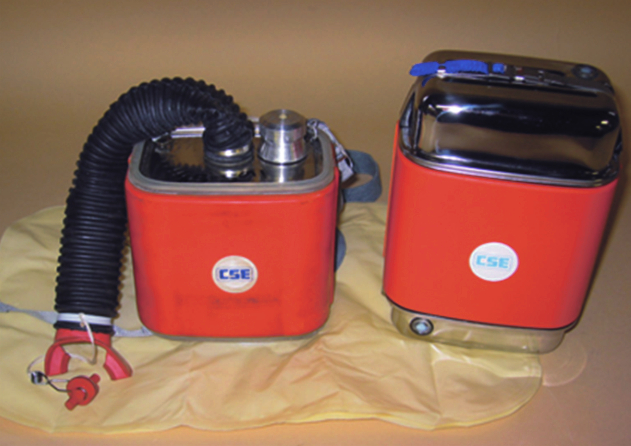
Самоспасатель изолирующий SR-100
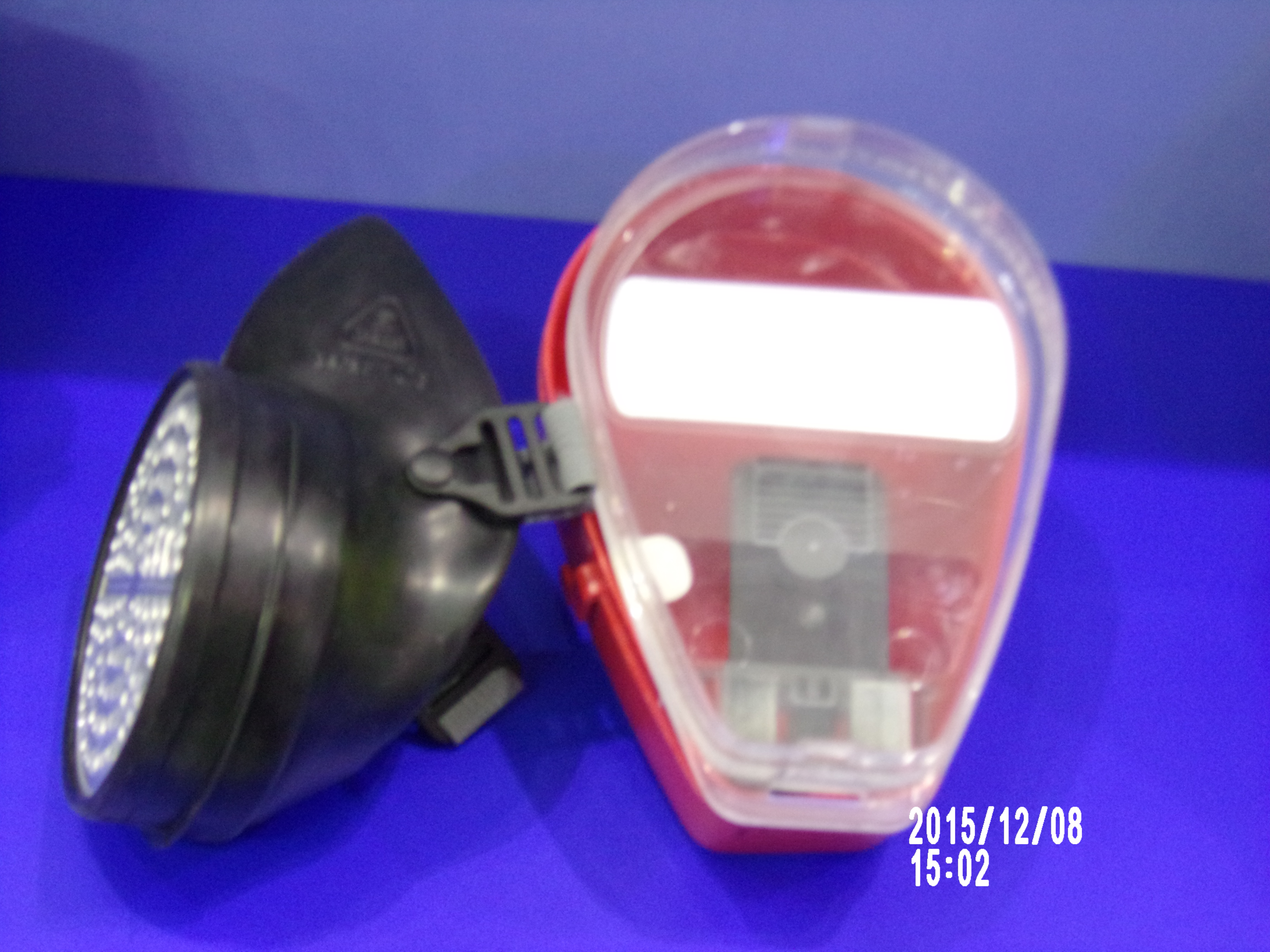
Самоспасатель с коробкой для хранения и постоянной носки
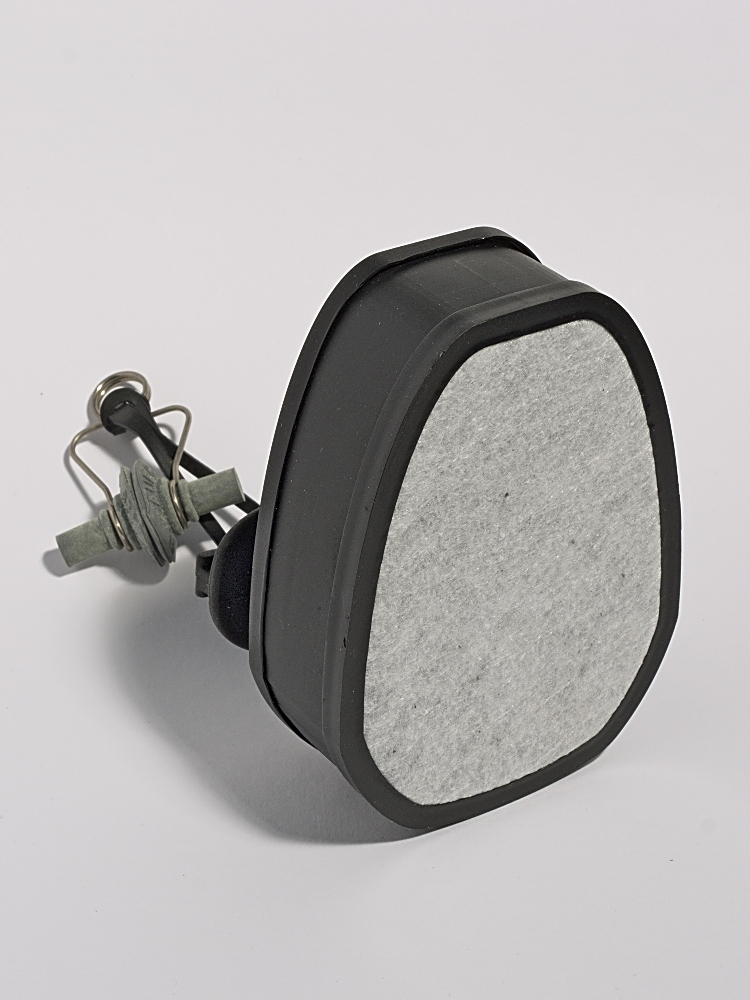
Самоспасатель для выхода из задымленных помещений с загубником и носовым зажимом
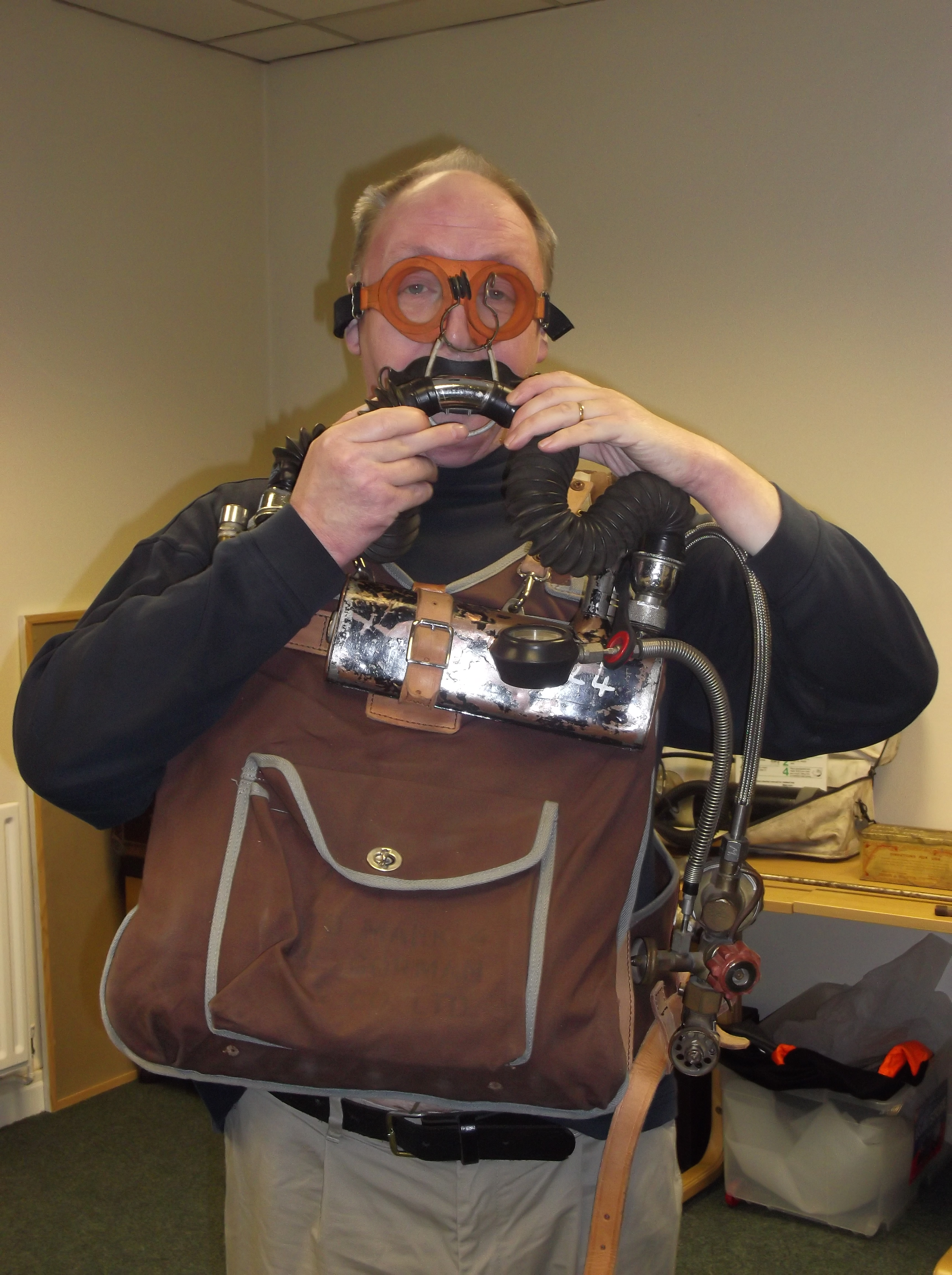
Самоспасатель изолирующий (шахтный), устаревшая модель
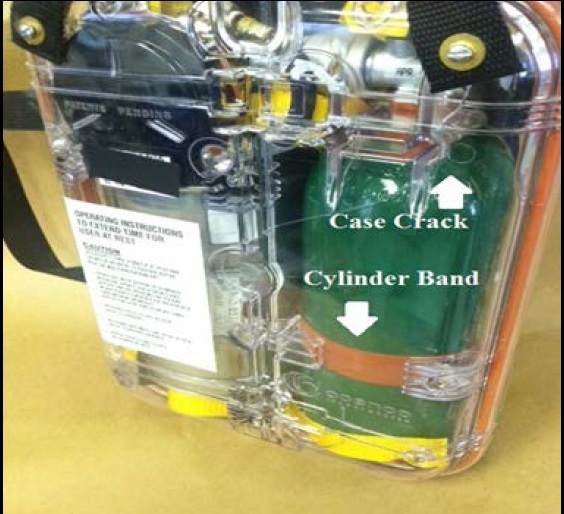
Повреждение контейнера шахтёрского самоспасателя, который должен защищать сорбент от увлажнения
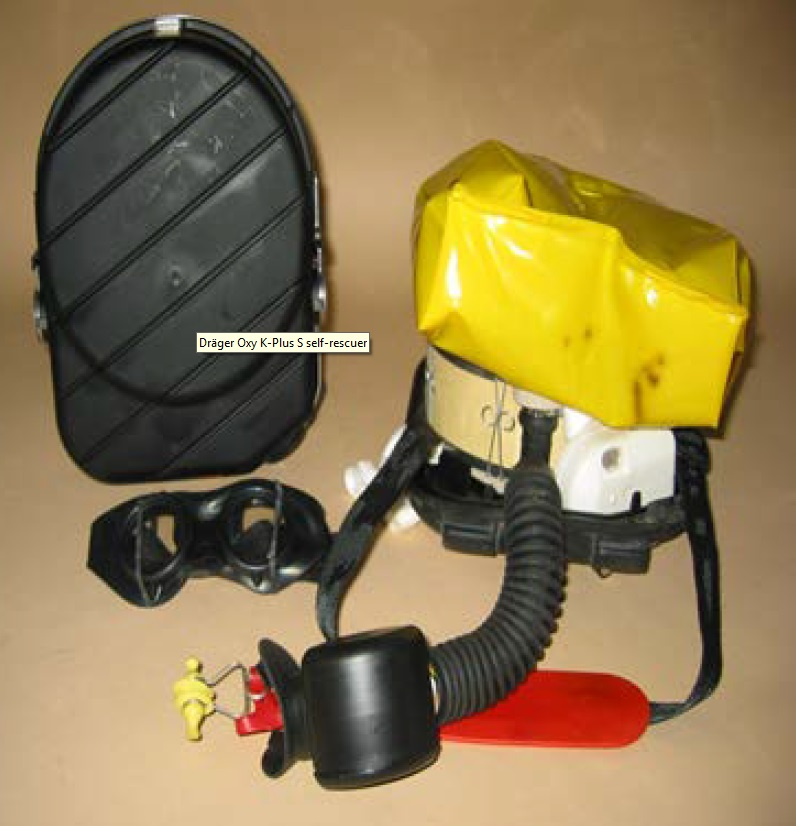
Изолирующий шахтёрский самоспасатель Драгер Oxy K-Plus S
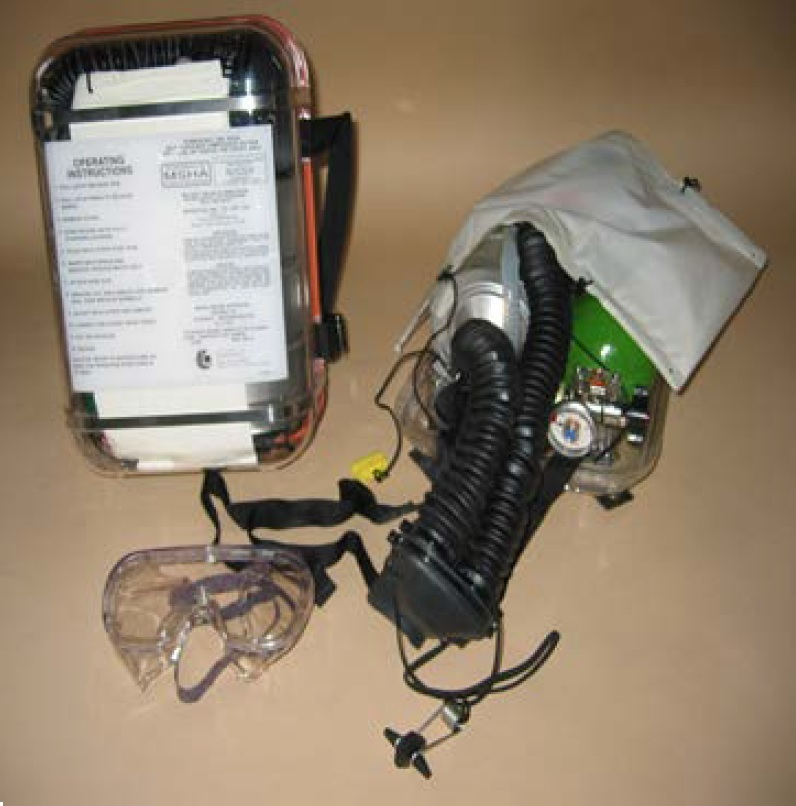
Изолирующий шахтёрский самоспасатель Ocenco EBA 6.5
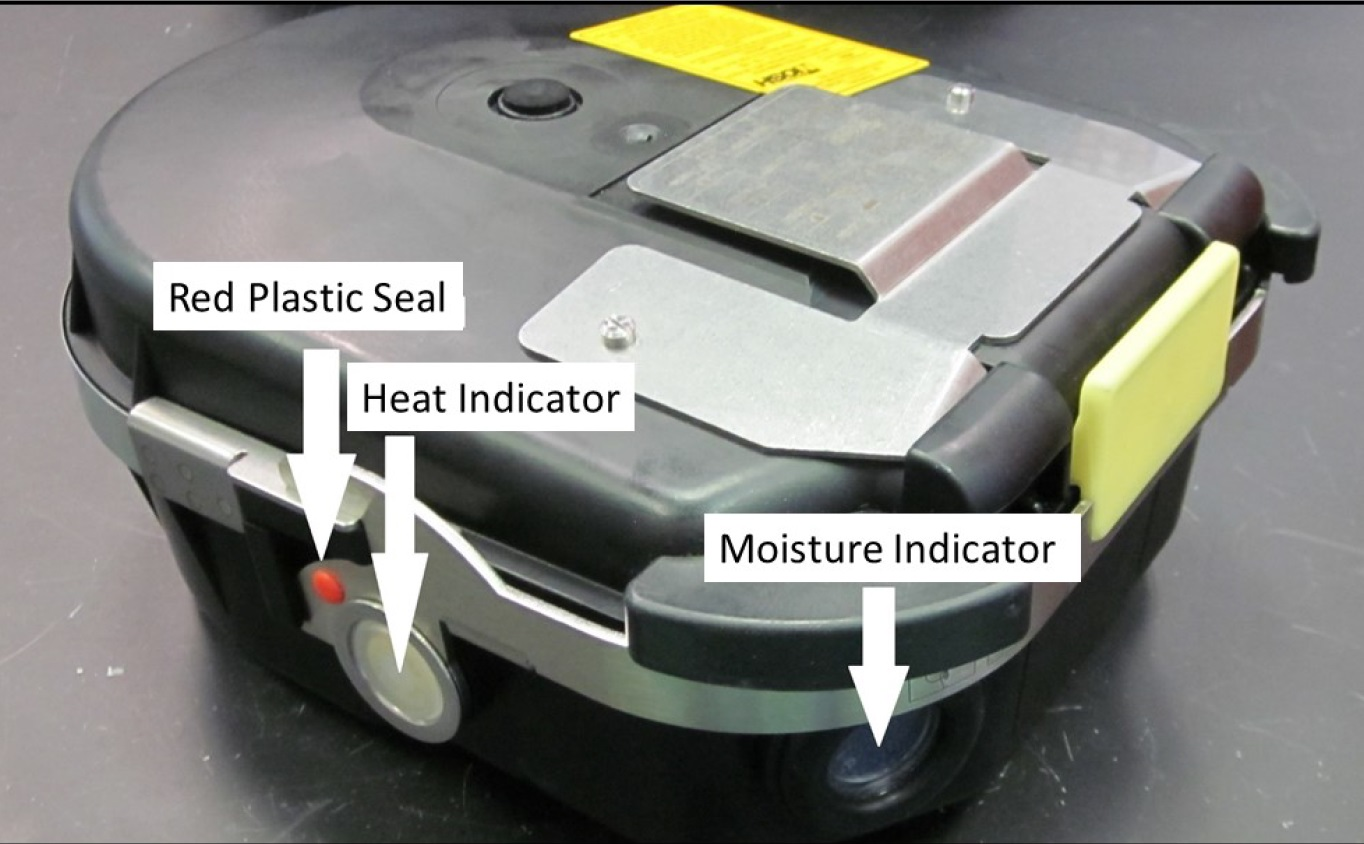